# Kampania kambodżańska
Kampania kambodżańska (ang. Cambodian campaign) – seria operacji wojskowych przeprowadzonych we wschodniej Kambodży przez Wietnam Południowy i Stany Zjednoczone jako przedłużenie wojny wietnamskiej i jednocześnie zagraniczna interwencja w czasie wojny domowej w Kambodży pomiędzy 29 kwietnia a 22 lipca 1970.
Celem kampanii było pokonanie około 40 000 żołnierzy Wietnamskiej Armii Ludowej i Vietcongu ukrywających się we wschodnich regionach granicznych Kambodży. Neutralność Kambodży i słabość militarna tego państwa uczyniły jej terytorium bezpieczną strefą, w której siły komunistyczne mogły zakładać bazy do prowadzenia operacji za granicą. Wraz ze zmianą formy zaangażowania USA w Wietnamie na wietnamizację konfliktu i stopniowym wycofywaniem wojsk amerykańskich z tego kraju, Stany Zjednoczone starały się wzmocnić rząd i armię Wietnamu Południowego, eliminując zagrożenie z sąsiedniej Kambodży.
Przeprowadzenie kampanii umożliwiła zmiana władzy w Kambodży, po tym jak książę Norodom Sihanouk został zdetronizowany i zastąpiony przez proamerykańskiego gen. Lon Nola. Seria operacji wojsk Wietnamu Południowego i Republiki Khmerów doprowadziła do zdobycia kilku miast, ale przywódcy wojskowi i polityczni komunistów cudem uniknęli śmierci lub schwytania. Kampania była częściowo odpowiedzią na ofensywę Wietnamskiej Armii Ludowej przeciwko armii kambodżańskiej rozpoczętą 29 marca, która zdobyła duże obszary wschodniej Kambodży. Operacje wojskowe aliantów nie doprowadziły ani do wyeliminowania wielu żołnierzy sił komunistycznych ani do przejęcia ich nieuchwytnej siedziby, znanej jako Centralne Biuro Wietnamu Południowego (COSVN), ponieważ ta została opuszczona miesiąc wcześniej, ale z uwagi na dużą ilość zdobytego w Kambodży sprzętu alianci ogłosili sukces kampanii.

## Wstęp

### Tło
Wietnamska Armia Ludowa wykorzystywała duże obszary słabo zaludnionej wschodniej części Kambodży jako schronienie, do którego mogła wycofać się z walk w Wietnamie Południowym, aby odpocząć i zreorganizować się bez narażania się na ataki. Te obszary były również wykorzystywane przez komunistów do przechowywania broni i innego sprzętu, który był tam transportowany na dużą skalę Szlakiem Sihanouka. Siły północnowietnamskie rozpoczęły wykorzystywanie terytorium Kambodży już w 1963 roku.
Neutralność Kambodży została już wcześniej naruszona przez wojska południowowietnamskie w konflikcie z frakcjami polityczno-wojskowymi sprzeciwiającymi się reżimowi Ngô Đình Diệma pod koniec lat 50. i na początku lat 60. W 1966 roku książę Norodom Sihanouk, władca Kambodży, przekonany o ostatecznym zwycięstwie komunistów w Azji Południowo-Wschodniej i obawiający się o przyszłość swoich rządów, zawarł porozumienie z Chińską Republiką Ludową, które zezwalało na utworzenie stałych baz komunistycznych na terytorium Kambodży i wykorzystanie kambodżańskiego portu Sihanoukville do ich zaopatrywania.

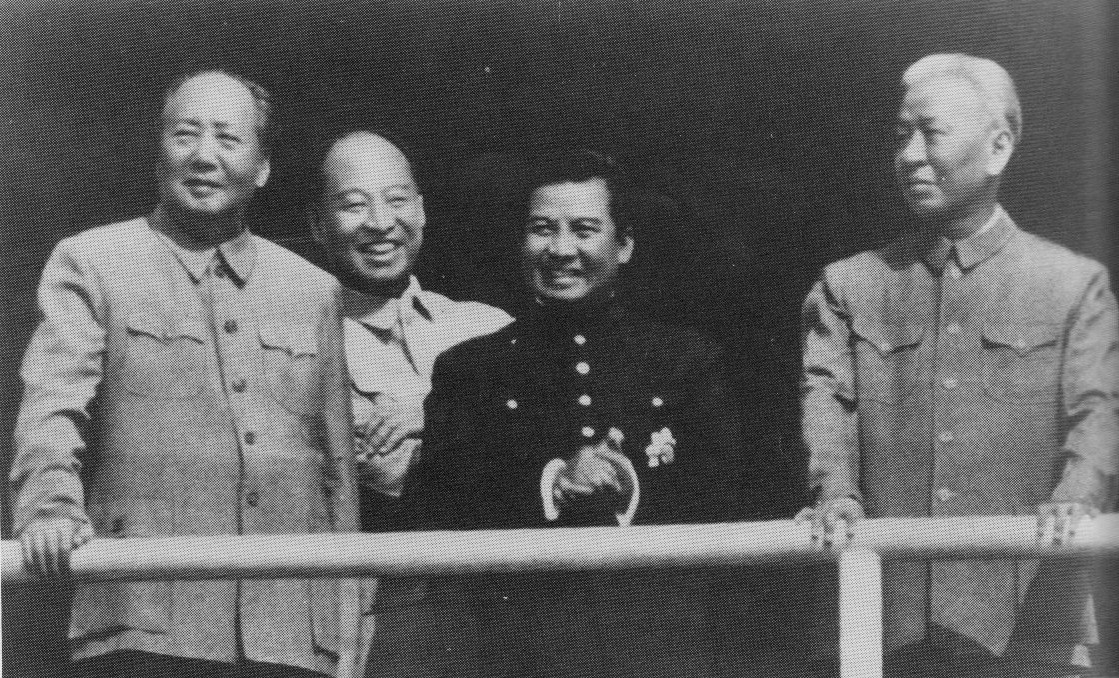
Spotkanie w Pekinie w 1965 roku: Mao Zedong (po lewej), książę Norodom Sihanouk (drugi z prawej) i Liu Shaoqi (po prawej)

W 1968 roku rdzenny ruch komunistyczny Kambodży, nazwany przez Sihanouka Czerwonymi Khmerami, rozpoczął powstanie w celu obalenia rządu. Chociaż Czerwoni Khmerzy otrzymali wówczas bardzo ograniczoną pomoc materialną od Wietnamu Północnego (rząd w Hanoi nie miał motywacji, aby obalić Sihanouka, ponieważ był zadowolony z jego polityki), to byli w stanie zapewnić schronienie swoim oddziałom na obszarach kraju kontrolowanych przez wietnamskie wojska komunistyczne.
Rząd USA był świadomy tych działań, ale powstrzymał się od podejmowania jawnych operacji militarnych w Kambodży, mając nadzieję na przekonanie kapryśnego Sihanouka do zmiany stanowiska. Aby to osiągnąć, prezydent Lyndon B. Johnson zatwierdził tajne transgraniczne operacje rozpoznawcze prowadzone przez tajną formację SOG w celu zebrania informacji wywiadowczych na temat działań komunistów w przygranicznych regionach Kambodży (projekt Wezuwiusz).

### Operacja Menu, zamach stanu i ofensywa północnowietnamska

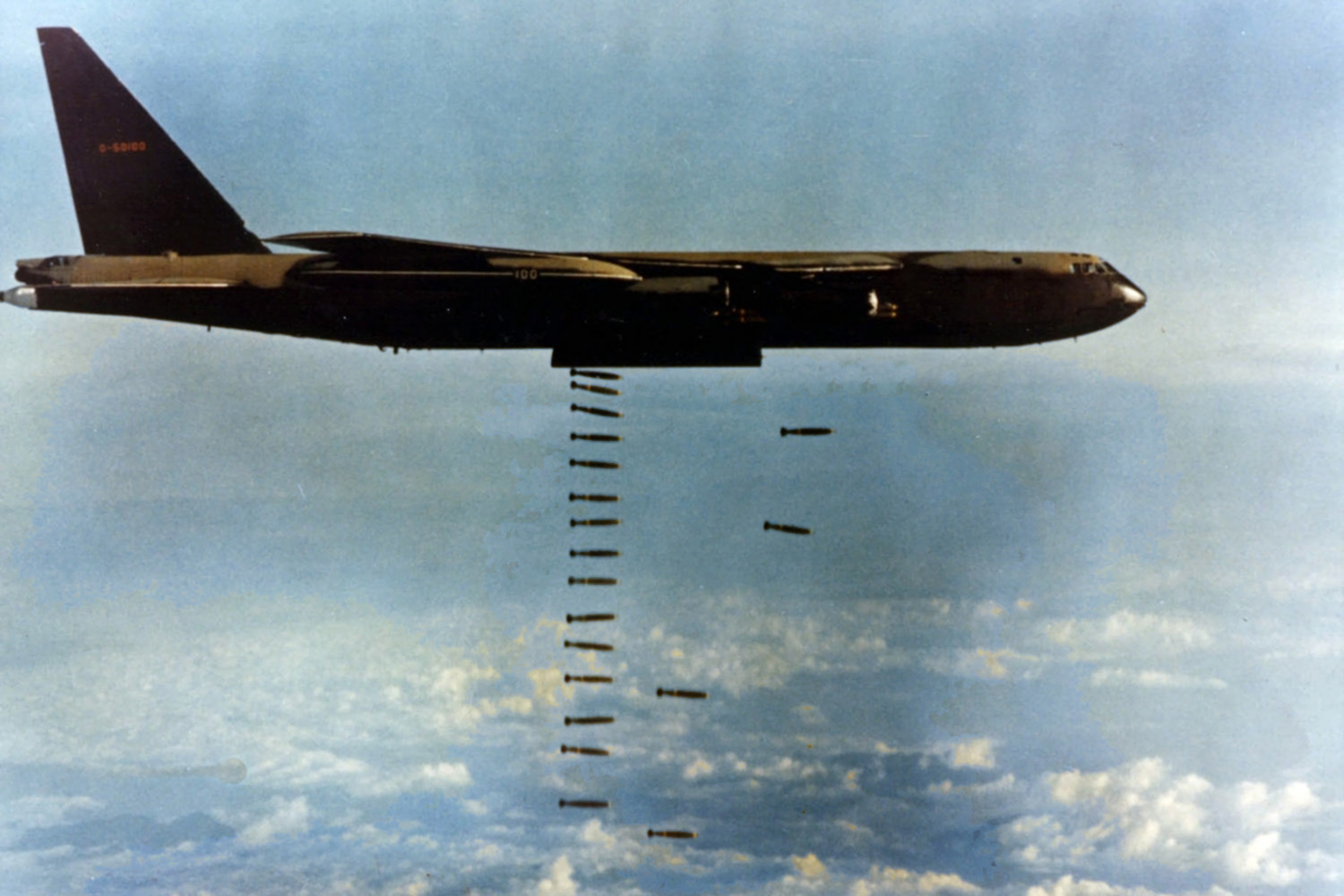
B-52D podczas misji bombowej nad Azją Południowo-Wschodnią

Nowy szef Dowództwa Pomocy Wojskowej USA w Wietnamie (MACV), generał Creighton Abrams, wkrótce po inauguracji Richarda Nixona zalecił nowemu prezydentowi zbombardowanie kambodżańskich baz przez bombowce B-52 Stratofortress. Początkowo Nixon odmówił, ale punktem zwrotnym było rozpoczęcie ofensywy Wietnamskiej Armii Ludowej w Wietnamie Południowym w okresie święta Tết w 1969 roku. Nixon, rozgniewany tymi działaniami, które uznał za naruszenie „porozumienia” z Hanoi po zaprzestaniu bombardowań Wietnamu Północnego, zezwolił na tajną kampanię lotniczą. Operacja Menu rozpoczęła się 18 marca, a do jej zakończenia 14 miesięcy później wykonano ponad 3000 lotów bojowych i zrzucono 108 000 ton bomb na wschodnią Kambodżę.
Podczas gdy Sihanouk przebywał we Francji na rekonwalescencji w styczniu 1970 roku, w całej Kambodży odbywały się sponsorowane przez rząd antywietnamskie demonstracje. Ciągłe niepokoje skłoniły premiera i ministra obrony Lon Nola do zamknięcia portu Sihanoukville dla dostaw komunistycznych i wydania 12 marca ultimatum wobec Wietnamu Północnego, w którym domagał się, aby ten wycofał swoje siły z Kambodży w ciągu 72 godzin. Książę, oburzony tym, że jego „modus vivendi” z komunistami zostało zakłócone, natychmiast zorganizował podróż do Moskwy i Pekinu, aby uzyskać ich zgodę na wywarcie nacisku na Hanoi, by Wietnam Północny powstrzymał swoje siły w Kambodży.
Doradca ds. bezpieczeństwa narodowego Henry Kissinger napisał w swoich pamiętnikach, że „historycy rzadko doceniają znaczeniu stanu psychicznego decydenta”, zauważając, że na początku 1970 roku prezydent Nixon czuł się oblężony i skłonny do ataku na świat, który, jak uważał, planował jego obalenie. Nixon przysiągł zakończyć wojnę w Wietnamie do 1 listopada 1969 roku i nie dotrzymał słowa, a jesienią 1969 Senat odrzucił dwie jego nominacje do Sądu Najwyższego. Nixon uznał odrzucenie swojej nominacji za osobiste upokorzenie, nad którym nieustannie rozmyślał. W lutym 1970 roku ujawniono „tajną wojnę” w Laosie, ku jego niezadowoleniu.
Kissinger zaprzeczył w oświadczeniu prasowym, że jacykolwiek Amerykanie zginęli w Laosie, ale dwa dni później okazało się, że w walkach na terytorium tego kraju poległo 27 Amerykanów. Momentalnie poparcie dla Nixona spadło o 11 punktów procentowych, co spowodowało, że odmawiał on spotkania z Kissingerem przez następny tydzień. Nixon miał nadzieję, kiedy Kissinger potajemnie spotkał się z Lê Đức Thọ w Paryżu w lutym 1970 roku, że może to doprowadzić do przełomu w negocjacjach i był rozczarowany, że tak się nie stało.
Nixon stał się w tym czasie obsesyjnie zainteresowany filmem Patton, biograficznym portretem gen. George’a S. Pattona Jr., który oglądał wielokrotnie i widząc, jak film przedstawia Pattona jako samotnego i niezrozumianego geniusza, którego świat nie doceniał, odnosił to jako paralelę do siebie samego. Nixon powiedział swojemu szefowi sztabu, H.R. Haldemanowi, że on i reszta jego personelu powinni zobaczyć Pattona i być bardziej podobni do bohatera filmu. Czując, że wydarzenia nie układają się po jego myśli, Nixon szukał śmiałych, zuchwałych działań, które mogłyby odmienić jego losy.
W szczególności Nixon uważał, że spektakularna akcja militarna, która udowodniłaby, że „USA nadal poważnie podchodzą do swego zaangażowania w Wietnamie”, może zmusić Wietnam Północny do zakończenia rozmów pokojowych w Paryżu w sposób satysfakcjonujący dla amerykańskich interesów. W 1969 roku Nixon miał wycofał 25 000 żołnierzy amerykańskich z Wietnamu Południowego i planował wyprowadzić 150 000 w niedalekiej przyszłości. Już pierwsze zmniejszenie kontyngentu w 1969 roku doprowadziło do nasilenia działań komunistów w rejonie Sajgonu, a Abrams ostrzegł Nixona, że wycofanie kolejnych 150 000 żołnierzy bez wyeliminowania zagrożenia płynącego z baz komunistycznych za granicą Kambodży stworzy sytuację militarną nie do opanowania. Jeszcze przed zamachem stanu przeciwko Sihanoukowi Nixon był skłonny do inwazji na Kambodżę.
18 marca Zgromadzenie Narodowe Kambodży usunęło Sihanouka i mianowało Lon Nola tymczasowym szefem państwa. Sihanouk przebywał wtedy w Moskwie, gdzie rozmawiał z radzieckim premierem Aleksiejem Kosyginem, który w połowie rozmowy musiał poinformować go, że właśnie został obalony. W odpowiedzi Sihanouk natychmiast utworzył rząd na uchodźstwie w Pekinie, sprzymierzając się z Wietnamem Północnym, Czerwonymi Khmerami, Vietcongiem i laotańskim ruchem komunistycznym Pathet Lao. W ten sposób Sihanouk użyczył swojego nazwiska i popularności na terenach wiejskich Kambodży ruchowi, nad którym miał niewielką kontrolę.
Sihanouk był czczony przez kambodżańskich chłopów jako postać boska, a jego poparcie dla Czerwonych Khmerów miało natychmiastowe skutki na obszarach wiejskich (Silhanouk był mniej popularny wśród bardziej wykształconej ludności miejskiej Kambodży). Cześć dla rodziny królewskiej była tak wielka, że po zamachu stanu Lon Nol udał się do Pałacu Królewskiego, uklęknął u stóp królowej matki Sisowath Kossamak i poprosił ją o wybaczenie za obalenie jej syna. W wiejskim miasteczku Kâmpóng Cham rolnicy wściekli, że ich ukochany władca został obalony, zlinczowali jednego z braci Lon Nola, wycięli mu wątrobę, ugotowali ją i zjedli, aby zaznaczyć swoją pogardę dla krewnego człowieka, który obalił Sihanouka, uważanego przez nich za prawowitego, dawnego i przyszłego króla.
Sihanouk był wściekły z powodu ostrych ataków medialnych Lon Nola na niego i jego rodzinę, mówiąc w wywiadzie dla Stanleya Karnowa w 1981 roku, że pomimo faktu, że Czerwoni Khmerzy wymordowali znaczną część rodziny królewskiej, w tym kilkoro jego dzieci, nadal nie żałuje sojuszu z Czerwonymi Khmerami z 1970 roku. Podnosząc głos w furii, Sihanouk powiedział Karnowowi: „Musiałem się zemścić na Lon Nolu. Był moim ministrem, moim oficerem i mnie zdradził”. Sihanouk opuścił Moskwę i udał się do Pekinu, gdzie został ciepło przywitany przez Zhou Enlaia, który zapewnił go, że Chiny nadal uznają go za prawowitego przywódcę Kambodży i wesprą jego wysiłki na rzecz powrotu do władzy.
Sihanouk wystąpił w chińskim radiu z apelem do swojego ludu o obalenie Lon Nola, którego przedstawiał jako marionetkę Amerykanów. Lon Nol był zagorzałym nacjonalistą, który nienawidził Wietnamczyków, odwiecznych wrogów narodu khmerskiego. Podobnie jak wielu innych nacjonalistów khmerskich, Lon Nol nie zapomniał, że obszar Wietnamu Południowego był częścią imperium khmerskiego aż do XVIII wieku, ani nie wybaczył Wietnamczykom podboju obszaru, który historycznie był częścią Kambodży.
Chociaż Kambodża miała słabą armię, Lon Nol dał Hanoi 48 godzin na wycofanie swoich sił z Kambodży i rozpoczął pospieszne szkolenie 60 000 ochotników do walki z komunistami. Pod koniec marca 1970 roku Kambodża popadła w anarchię, jak zauważył Karnow: „Rywalizujące gangi kambodżańskie rozcinały się nawzajem na kawałki, w niektórych przypadkach świętując swoje osiągnięcia, zjadając serca i wątroby swoich ofiar”.
Reakcja Wietnamu Północnego była szybka; zaczął on bezpośrednio dostarczać duże ilości broni i doradców Czerwonym Khmerom, a Kambodża pogrążyła się w wojnie domowej. Lon Nol uznał 400 000 etnicznych Wietnamczyków żyjących w jego państwie za zakładników, aby zapobiec atakom Wietnamskiej Armii Ludowej i nakazał ich zatrzymanie oraz internowanie. Następnie kambodżańscy żołnierze i cywile rozpętali rządy terroru, mordując tysiące wietnamskich cywilów. Lon Nol zachęcał do pogromów przeciwko mniejszości wietnamskiej, a kambodżańska policja stanęła na czele organizacji pogromów.
Na przykład 15 kwietnia 800 Wietnamczyków zostało złapanych w wiosce Churi Changwar, związanych i straconych, a ich ciała wrzucono do Mekongu. Tam popłynęli z nurtem do Wietnamu Południowego. Działania Kambodży zostały potępione zarówno przez rządy Wietnamu Północnego, jak i Południowego. Masakry mniejszości wietnamskiej w Kambodży bardzo rozwścieczyły ludność obu Wietnamów. Jeszcze przed zamknięciem szlaku zaopatrzeniowego przez Sihanoukville, Wietnamska Armia Ludowa rozpoczęła rozbudowę swojego systemu logistycznego z południowo-wschodniego Laosu (przez szlak Ho Chi Minha) do północno-wschodniej Kambodży.
Nixon był zaskoczony wydarzeniami w Kambodży, mówiąc na spotkaniu Rady Bezpieczeństwa Narodowego: „Co do cholery robią ci klauni w Langley [CIA]?”. Dzień po zamachu stanu prezydent nakazał Kissingerowi: „Chcę, aby Helms [dyrektor CIA] opracował i wdrożył plan maksymalnej pomocy dla proamerykańskich środowisk w Kambodży”. CIA zaczęła dostarczać broń dla reżimu Lon Nola, za pośrednictwem Sekretarza Stanu Williama P. Rogersa, który powiedział mediom o Kambodży 23 marca 1970 roku: „Nie przewidujemy, że zostanie złożone jakiekolwiek żądanie”. Zdając sobie sprawę, że stracił kontrolę nad sytuacją, Lon Nol wykonał zwrot o 180 stopni i nagle oświadczył, że Kambodża będzie przestrzegać „ścisłej neutralności”.
29 marca 1970 roku Wietnamska Armia Ludowa rozpoczęła ofensywę (Kampania X) przeciwko Kambodżańskim Narodowym Siłom Zbrojnym, szybko zajmując duże obszary wschodniej i północno-wschodniej części kraju oraz izolując i oblegając lub zdobywając szereg miast kambodżańskich, w tym Kâmpóng Cham. Dokumenty odkryte w radzieckich archiwach ujawniły, że ofensywa została rozpoczęta na wyraźne żądanie Czerwonych Khmerów po negocjacjach z Nuon Chea. Na początku kwietnia wiceprezydent Wietnamu Południowego Nguyễn Cao Kỳ dwukrotnie potajemnie odwiedził Lon Nola w Phnom Penh, aby przywrócić stosunki dyplomatyczne między dwoma krajami i uzgodnić współpracę wojskową. 14 kwietnia 1970 roku Lon Nol zwrócił się o pomoc, mówiąc, że Kambodża stoi na skraju utraty niepodległości.
17 kwietnia Republika Khmerów ogłosiła, że Wietnam Północny dokonuje inwazji na Kambodżę i zaapelowała o pomoc w przeciwdziałaniu agresji. Stany Zjednoczone odpowiedziały natychmiast, dostarczając armii kambodżańskiej 6000 zdobycznych karabinów Kałasznikowa i transportując 3000–4000 żołnierzy z programu CIDG (Cywilnej Grupy Obrony Nieregularnej) pochodzenia kambodżańskiego do Phnom Penh. 20 kwietnia Wietnamska Armia Ludowa zajęła Snuol, 23 kwietnia zdobyła Memot, 24 kwietnia zaatakowała Kep, a 26 kwietnia rozpoczęła ostrzał statków płynących wzdłuż rzeki Mekong, zaatakowała dystrykt Chhloung na północny wschód od Phnom Penh i zdobyła Ang Tassom, na północny zachód od Takéo. Po pokonaniu rządowych sił kambodżańskich, Wietnamczycy przekazali nowo zdobyte terytoria lokalnym powstańcom. Czerwoni Khmerzy ustanowili również „wyzwolone” obszary na południu i południowym zachodzie kraju, gdzie działali niezależnie od Wietnamu Północnego.

## Planowanie

Mapa pokazująca kompleksy baz wojskowych wzdłuż granicy wietnamsko-kambodżańskiej

W połowie kwietnia 1970 roku Abrams i szef południowowietnamskiego Połączonego Sztabu Generalnego (JGS) gen. Cao Văn Viên omawiali możliwość zaatakowania baz w Kambodży. Cao przekazał te dyskusje prezydentowi Wietnamu Południowego Nguyễn Văn Thiệu, który ustnie nakazał JGS wydanie instrukcji III Korpusowi Armii Republiki Wietnamu (ARW), aby ten nawiązał współpracę z MACV w celu przeprowadzenia operacji w Kambodży. Pod koniec kwietnia Thiệu wysłał tajną dyrektywę nakazującą JGS przeprowadzenie operacji w Kambodży na głębokości 40–60 km od granicy. Do kwietnia 1970 roku ofensywa Wietnamskiej Armii Ludowej/Czerwonych Khmerów w Kambodży przebiegała pomyślnie i zajęli oni wszystkie pięć północno-wschodnich prowincji Kambodży, a Kissinger przepowiedział Nixonowi, że reżim Lon Nola nie przetrwa do końca 1970 roku samodzielnie.
W odpowiedzi na wydarzenia w Kambodży Nixon uważał, że istniały wyraźne możliwości reakcji ze strony USA. Po odejściu Sihanouka warunki dojrzały do podjęcia zdecydowanych działań przeciwko bazom komunistycznym w Kambodży. Prezydent był również zdecydowany w tym, że należy podjąć jakieś działania w celu wsparcia „jedynego rządu w Kambodży w ciągu ostatnich dwudziestu pięciu lat, który miał odwagę zająć stanowisko prozachodnie”. Podczas gdy słabo wyszkolona armia kambodżańska ponosiła porażki, Nixon obawiał się, że Kambodża „pójdzie na dno”, jeśli nie podejmie on żadnych działań.
Nixon zwrócił się następnie do Kolegium Połączonych Szefów Sztabów i MACV z prośbą o propozycje działań, a ci przedstawili mu szereg opcji: blokadę morską wybrzeża Kambodży; rozpoczęcie nalotów lotnictwa południowowietnamskiego i amerykańskiego; rozszerzenie pościgu za granicę kambodżańską przez siły ARW; i wreszcie inwazja naziemna sił ARW, wojsk amerykańskich lub obu.
Nixon udał się do Honolulu, aby złożyć gratulacje astronautom z misji Apollo 13, którzy przeżyli awarię swojego statku kosmicznego, a będąc tam, spotkał się z szefem Naczelnego Dowództwa Pacyfiku, admirałem Johnem S. McCainem Jr., który był agresywnym, wojowniczym wojskowym, jakiego prezydent najbardziej podziwiał. McCain narysował dla Nixona mapę Kambodży, która przedstawiała krwawe szpony czerwonego chińskiego smoka ściskającego połowę kraju i doradził Nixonowi, że teraz trzeba działać. Pod wrażeniem występu admirała McCaina, Nixon zabrał go z powrotem do swojego domu w San Clemente w Kalifornii, aby powtórzyć ten sam pokaz dla Kissingera, ale ten nie był nim zachwycony. Kissinger był zdenerwowany, że Thọ tymczasowo zakończył ich tajne spotkania w Paryżu i podzielał skłonności Nixona do atakowania wrogów. Kissinger uważał Thọ, podobnie jak wszystkich Wietnamczyków, za „bezczelnego”.
Podczas przemówienia telewizyjnego 20 kwietnia Nixon ogłosił wycofanie 150 200 żołnierzy amerykańskich z Wietnamu Południowego w ciągu roku w ramach polityki wietnamizacji konfliktu. Ten plan oznaczał ograniczenie wszelkich działań ofensywnych USA w Kambodży. Na początku 1970 roku MACV nadal utrzymywał 330 648 żołnierzy armii i 55 039 żołnierzy piechoty morskiej w Wietnamie Południowym, z których większość była skoncentrowana w 81 batalionach piechoty i czołgów.
22 kwietnia Nixon zezwolił na zaplanowanie południowowietnamskiej inwazji na „Parrot’s Beak” (nazwa pochodzi od kształtu na mapie, który skojarzył się prezydentowi z dziobem papugi), wierząc, że „zapewnienie południowym Wietnamczykom własnej operacji byłoby ogromnym zastrzykiem dla ich morale, a także stanowiłoby praktyczny dowód sukcesu wietnamizacji”. Na spotkaniu 22 kwietnia zarówno Rogers, jak i Sekretarz Obrony Melvin Laird zaproponowali odczekanie pewnego czasu, aby zobaczyć, czy reżim Lon Nola zdoła przetrwać samodzielnie. Kissinger przyjął agresywną linię, opowiadając się za inwazją ARW na Kambodżę z amerykańskim wsparciem lotniczym.
Wiceprezydent Spiro Agnew, najbardziej agresywny członek gabinetu Nixona, stanowczo doradzał Nixonowi, aby unikał „podchodów” i dokonał inwazji na Kambodżę z użyciem amerykańskich wojsk lądowych. 23 kwietnia Rogers zeznawał przed Podkomisją ds. Apropriacji Izby Reprezentantów, że „administracja nie miała zamiaru […] eskalować wojny. Zdawaliśmy sobie sprawę, że jeśli eskalujemy i angażujemy się w Kambodży naszymi wojskami lądowymi, cały nasz program [wietnamizacji] zostanie pogrzebany”.
Nixon upoważnił następnie Abramsa do rozpoczęcia planowania operacji wojsk amerykańskich w regionie „Fishhook”. Wstępny plan operacyjny został faktycznie ukończony w marcu, ale był tak ściśle tajny, że gdy Abrams przekazał zadanie gen. por. Michaelowi S. Davisonowi, dowódcy II Field Force w Wietnamie, nie został on poinformowany o poprzednim planie i rozpoczął projektowanie nowego od zera. 72 godziny później plan Davisona został przekazany do Białego Domu. Kissinger poprosił jednego ze swoich asystentów o jego przejrzenie 26 kwietnia, a pracownik Rady Bezpieczeństwa Narodowego był przerażony „niedbałością” planu.
Głównymi problemami były presja czasu i pragnienie Nixona, aby utrzymać plan w tajemnicy. Monsun w Azji Południowo-Wschodniej, którego ulewne deszcze utrudniłyby operację, miał nadejść zaledwie za dwa miesiące. Na rozkaz Nixona Departament Stanu nie powiadomił kambodżańskiego biura w ambasadzie USA w Sajgonie, ambasady w Phnom Penh ani Lon Nola o planowaniu operacji. Bezpieczeństwo operacyjne było tak ścisłe, jak tylko generał Abrams mógł to zapewnić. Nie miało być żadnego wcześniejszego amerykańskiego zaplecza logistycznego w regionach przygranicznych, które mogłoby być ostrzeżeniem dla komunistów. Dowódcy brygad zostali poinformowani o ofensywie zaledwie tydzień przed jej rozpoczęciem, podczas gdy dowódcy batalionów otrzymali powiadomienie na dwa lub trzy dni przed planowaną inwazją.

## Decyzje
Nie wszyscy członkowie administracji zgadzali się, że inwazja na Kambodżę była celowa pod względem militarnym lub politycznym. Zarówno Laird, jak i Rogers byli przeciwni takiej operacji, ponieważ uważali, że wywoła ona silny sprzeciw w amerykańskim społeczeństwie i że może potencjalnie zniweczyć trwające negocjacje pokojowe w Paryżu (obaj sprzeciwiali się nalotom bombowym w ramach operacji Menu z tych samych powodów). Obaj zostali skrytykowani przez Henry’ego Kissingera za „biurokratyczne ociąganie się”. W rezultacie Laird został pominięty przez Kolegium Połączonych Szefów Sztabów w doradzaniu Białemu Domowi w zakresie planowania i przygotowań do operacji kambodżańskiej.
Ponieważ relacje między Lairdem a Kissingerem były nieprzyjazne, ten drugi uważał, że nie wypada, aby Sekretarz Obrony nie wiedział, że ma zostać rozpoczęta duża ofensywa. Laird poradził Kissingerowi, aby nie informował Rogersa, który miał zeznawać przed Senacką Komisją Zagraniczną Komitet ds. Stosunków Międzynarodowych, której przewodniczący, J. William Fulbright, był przeciwnikiem wojny. Laird chciał, aby Rogers uczciwie powiedział, że nie wiedział o planach inwazji na Kambodżę, aby uniknąć oskarżenia o krzywoprzysięstwo.
Gdy Laird dowiedział się, że Nixon jest zdecydowany „coś zrobić”, zasugerował inwazję na obszar „Parrot’s Beak” tylko siłami południowowietnamskimi. Nixon w swoich wspomnieniach z 1978 roku napisał, że ta rekomendacja była „najbardziej tchórzliwym unikiem, jaki kiedykolwiek widziałem”. Nixon postanowił „zrobić wielką grę” do „wszystkich bramek”, ponieważ spodziewał się „piekielnego zamieszania” niezależnie od tego, co zrobi. Lon Nol nie został poinformowany z wyprzedzeniem, że siły amerykańskie i południowowietnamskie miały wkroczyć do jego kraju.

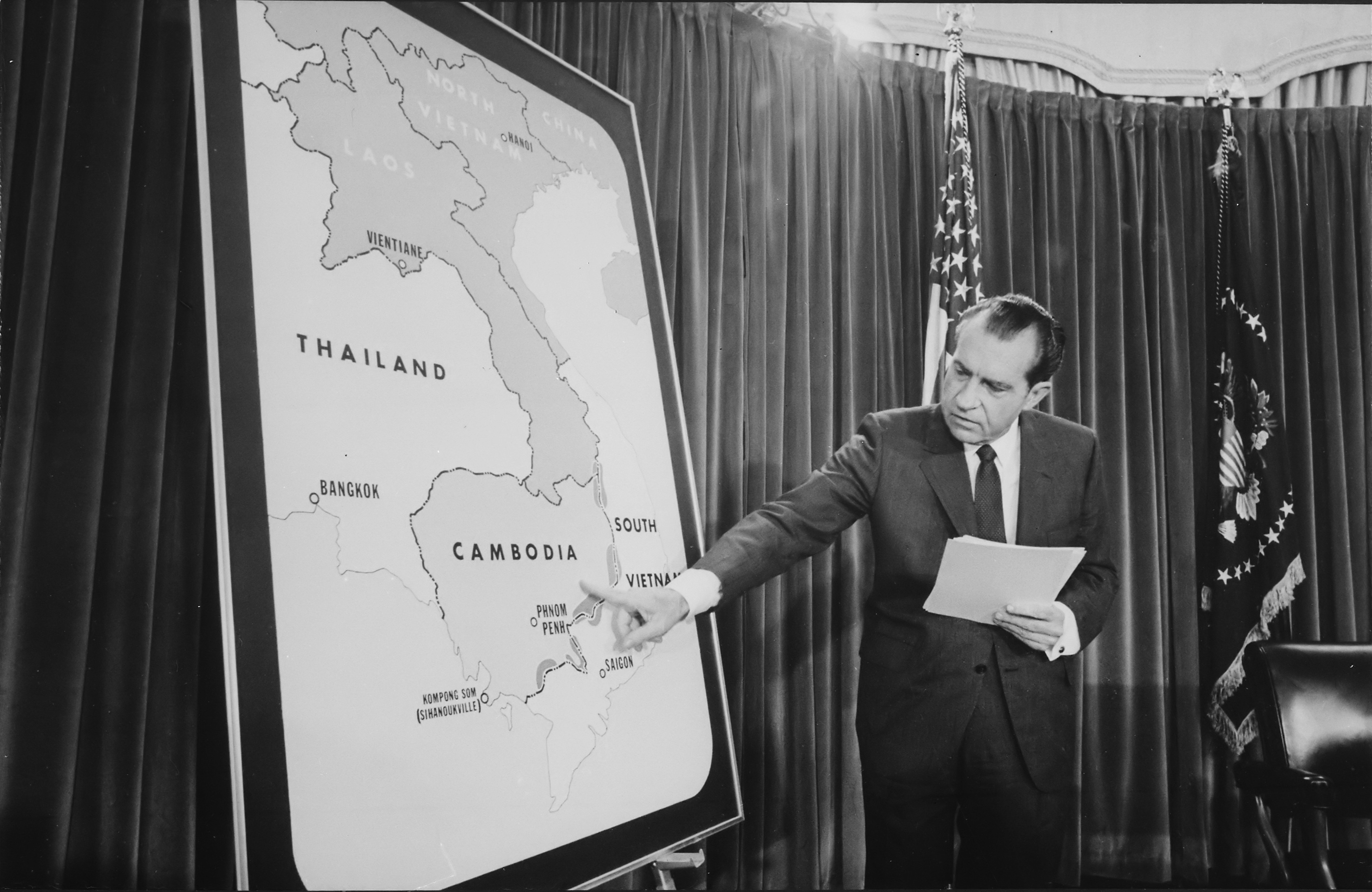
30 kwietnia 1970 roku prezydent Nixon ogłosił atak na Kambodżę. W przemówieniu telewizyjnym do narodu uzasadnił to jako konieczną odpowiedź na agresję Wietnamu Północnego

Wieczorem 25 kwietnia Nixon zjadł kolację ze swoim przyjacielem Bebe Rebozo i Kissingerem. Następnie obejrzeli Pattona, którego Nixon widział wcześniej pięć razy. Kissinger później skomentował, że „kiedy został przyparty do muru, jego [Nixona] romantyczna passa wyszła na jaw i postrzegał siebie jako oblężonego dowódcę wojskowego w tradycji Pattona”. Następnego wieczoru Nixon zdecydował, że „pójdziemy na całość” i wydał zezwolenie na inwazję.
Wspólna kampania wojsk amerykańskich i południowowietnamskich miała rozpocząć się 1 maja z deklarowanymi celami zmniejszenia ofiar alianckich w Wietnamie Południowym, zapewnienia możliwości dalszego wycofywania sił USA z Wietnamu i wzmocnienia pozycji rządu sajgońskiego w negocjacjach pokojowych w Paryżu. Zadanie dostarczenia uzasadnienia prawnego powierzono Williamowi Rehnquistowi, zastępcy prokuratora generalnego, który napisał memoriał prawny, w którym stwierdził, że w czasie wojny prezydent ma prawo rozmieścić wojska „w konflikcie z mocarstwami zagranicznymi na ich własną rękę inicjatywa”.
Nixon miał napięte stosunki z Kongresem, więc poprosił Kissingera, aby ten poinformował senatorów Johna C. Stennisa i Richarda Russella Jr. o planach inwazji na Kambodżę. Zarówno Stennis, jak i Russell byli konserwatywnymi Demokratami z Południa, którzy stali na czele kluczowych komisji i od obu oczekiwano, że zatwierdzą inwazję, co rzeczywiście zrobili. W ten sposób Nixon mógł powiedzieć, że poinformował przynajmniej niektórych przywódców Kongresu o tym, co było planowane. Kongres jako organ nie był informowany o planowanej inwazji.
29 kwietnia prasa doniosła, że wojska południowowietnamskie wkroczyły na obszar „Parrot’s Beak”, co doprowadziło do żądań senatorów i kongresmenów sprzeciwiających się wojnie, aby prezydent obiecał, że żadne wojska amerykańskie nie będą zaangażowane w operację, tylko po to, aby Biały Dom poinformował, że prezydent wygłosi przemówienie następnego dnia. Nixon nakazał Patrickowi Buchananowi, swojemu autorowi przemówień, rozpoczęcie pisania przemówienia uzasadniającego inwazję.

### Nixon przemawia
Aby kampania była jak najbardziej dyskretna, Abrams zasugerował, aby rozpoczęcie inwazji zostało rutynowo ogłoszone z Sajgonu. O godzinie 21:00 30 kwietnia Nixon pojawił się jednak we wszystkich trzech amerykańskich sieciach telewizyjnych, aby ogłosić, że „dzisiejszej nocy testowana jest nie nasza siła, ale nasza wola i charakter” i że „nadszedł czas na działanie”. Przemówienie Nixona rozpoczęło się 90 minut po wkroczeniu amerykańskich wojsk na teren „Fishhook”. Prezydent ogłosił decyzję o wysłaniu amerykańskich sił do Kambodży ze szczególnym celem zdobycia COSVN, „kwatery głównej całej komunistycznej operacji wojskowej w Wietnamie Południowym”.
Przemówienie Nixona w telewizji krajowej 30 kwietnia 1970 roku zostało nazwane przez Kissingera „klasycznym Nixonem”. Prezydent ogłosił, że stawką jest nic innego, jak status Ameryki jako mocarstwa światowego, mówiąc, że odrzucił „wszelkie względy polityczne”, ponieważ utrzymywał, że woli być prezydentem jednej kadencji niż „być prezydentem dwóch kadencji kosztem zobaczenia Ameryki jako drugorzędnej siły”.
Nixon stwierdził: „Jeśli, gdy sytuacja się pogorszy, najpotężniejszy naród świata, Stany Zjednoczone Ameryki, zachowa się jak żałosny, bezradny olbrzym, wówczas siły totalitaryzmu i anarchii zagrożą wolnym narodom i wolnym instytucjom na całym świecie”. Karnow napisał, że Nixon mógł przedstawić inwazję jako stosunkowo niewielką operację mającą na celu przyspieszenie wycofania sił amerykańskich z Wietnamu Południowego poprzez wyeliminowanie baz komunistycznych, ale zamiast tego przedstawiając inwazję jako konieczną do utrzymania Ameryki jako potęgi światowej, sprawił, że wyglądała ona na o wiele większą operację, niż była w rzeczywistości.
1 maja 1970 roku Nixon odwiedził Pentagon, gdzie otrzymał wiadomość, że od poprzedniego dnia zginęło 194 żołnierzy komunistycznych, większość z nich przez naloty. Po zobaczeniu mapy Nixon zauważył, że oprócz „Parrot’s Beak” i „Fishhook” istnieją też inne ważne bazy komunistyczne. Kiedy Nixon zapytał, czy one również są atakowane, powiedziano mu, że Kongres może wyrazić sprzeciw. Jego odpowiedź brzmiała: „Pozwólcie mi być sędzią, jeśli chodzi o reakcje polityczne. Wybij ich wszystkich, żeby nie można było ich ponownie użyć przeciwko nam”.
Lon Nol dowiedział się o inwazji, gdy powiedział mu o tym amerykański dyplomata, który z kolei dowiedział się o operacji z audycji radiowej stacji Głos Ameryki. Kissinger wysłał swojego zastępcę, Alexandra Haiga, do Phnon Penh, aby spotkał się z Lon Nolem. Ubrany w mundur polowy Haig odmówił dzielenia się jakimikolwiek informacjami z personelem ambasady USA, zamiast tego spotykając się z Lon Nolem sam. Lon Nol narzekał, że inwazja mu nie pomogła, a ponieważ jedynie zepchnęła siły komunistyczne w głąb terytorium Kambodży i rozpłakał się, gdy Haig powiedział mu, że Amerykanie wycofają się z Kambodży w czerwcu.

## Operacje

### Ucieczka Tymczasowego Rządu Rewolucyjnego

Czerwona przerywana linia wskazuje trasę, którą Tymczasowy Rząd Rewolucyjny pokonał podczas ucieczki przed siłami południowowietnamskimi pod koniec marca i na początku kwietnia 1970

Przygotowując się na każdą ewentualność, Wietnamczycy z Północy zaczęli planować awaryjne trasy ewakuacyjne na wypadek skoordynowanego ataku Kambodżan z zachodu i Wietnamczyków z Południa ze wschodu. Po zamachu stanu w Kambodży COSVN ewakuowano 19 marca 1970 roku. Podczas gdy Tymczasowy Rząd Rewolucyjny Wyzwolenia Wietnamu Południowego i bazy komunistyczne przygotowywały się do odejścia na północ i przeniesienia się w bezpieczne miejsce, 27 marca zostały zaatakowane z powietrza przez bombowce B-52. Zgodnie z planami ewakuacji gen. Hoàng Văn Thái planował wysłać trzy dywizje, aby osłonić odwrót. 9 Dywizja miała blokować wszelkie ruchy ze strony ARW, 5 Dywizja Vietcongu miała osłaniać siły kambodżańskie, a 7 Dywizja miała zapewnić bezpieczeństwo cywilom i żołnierzom baz komunistycznych.
30 marca oddziały Tymczasowego Rządu Rewolucyjnego i Vietcongu zostały otoczone w swoich bunkrach przez siły ARW dostarczone na miejsce akcji śmigłowcami. Otoczeni, czekali do zapadnięcia zmroku, a następnie, korzystając z ochrony zapewnionej przez 7 Dywizję, wyrwali się z okrążenia i uciekli na północ, aby połączyć się z COSVN w prowincji Kratie w operacji, która później stała się znane jako „ucieczka Tymczasowego Rządu Rewolucyjnego”. Trương Như Tảng, ówczesny minister sprawiedliwości w Tymczasowym Rządzie Rewolucyjnym, opowiadał, że marsz do północnych baz był serią wymuszonych przemarszów przerywanych nalotami B-52.
Lata później Trương wspominał, jak „[południowi Wietnamczycy] byli blisko unicestwienia lub schwytania rdzenia południowego oporu – elitarnych jednostek naszych pierwszoliniowych bojowników wraz z cywilami i znaczną częścią przywództwa wojskowego”. Po wielu dniach forsownych marszów Tymczasowy Rząd Rewolucyjny dotarł do północnych baz we względnie bezpiecznym regionie Kratie. Straty były niewielkie, a podczas marszu Dương Quỳnh Hoa, wiceministrowi zdrowia w Tymczasowym Rządzie Rewolucyjnym, urodził się nawet syn. Kolumna potrzebowała jednak wielu dni, aby się zregenerować, a sam Trương potrzebował tygodni, aby dojść do siebie po długim marszu.

### „Angel’s Wing” – operacja Toan Thang 41
14 kwietnia jednostki III Korpusu ARW rozpoczęły trzydniową operację w rejonie „Angel’s Wing” w prowincji Svay Rieng, zwaną operacją Toan Thang 41 (Całkowite Zwycięstwo 41). Jednostki południowowietnamskie, prowadzone przez dwa oddziały piechoty i czołgów ARW, rozpoczęły natarcie o godzinie 8:00 14 kwietnia. Jeden oddział napotkał na silny opór i zabił 182 żołnierzy północnowietnamskich oraz pojmał 30, tracąc siedmiu zabitych. Następnego dnia oddziały zadaniowe stoczyły potyczkę z komunistami i odkryły zapasy żywności oraz materiałów wojennych, twierdząc, że zabiły 175 nieprzyjaciół i jednego złapały, tracąc tylko jednego zabitego. 16 kwietnia oddziały zadaniowe rozpoczęły wycofywanie się, wracając do Wietnamu Południowego o godzinie 12:10 17 kwietnia. Całkowite straty Wietnamskiej Armii Ludowej w operacji, według ARW, wyniosły 415 zabitych lub schwytanych i ponad 100 zdobytych sztuk broni. Straty ARW wyniosły ośmiu zabitych i jeden zestrzelony samolot A-1H Skyraider Sił Powietrznych Republiki Wietnamu (RVNAF). Dokumenty zdobyte podczas operacji i informacji z przesłuchań jeńców ujawniły, że obszar ten był bazą dla 271 Pułku 9 Dywizji Wietnamskiej Armii Ludowej i innych jednostek wsparcia.

### „Crow’s Nest” – operacja Cuu Long/SD9/06
20 kwietnia oddziały 9 Dywizji Piechoty ARW zaatakowały 6 km w głąb Kambodży na zachód od „Crow’s Nest” w ramach operacji Cuu Long/SD9/06. ARW twierdziła, że zginęło 187 żołnierzy komunistycznych i przechwycono 1000 sztuk broni, co kosztowało ich 24 zabitych. Wykonano trzydzieści lotów bojowych CH-47, aby zabrać przechwyconą broń i amunicję, po czym podjęto decyzję o zniszczeniu jej pozostałej części na miejscu. Siły ARW powróciły do Wietnamu Południowego 23 kwietnia.
28 kwietnia siły regionalne prowincji Kien Tuong ze wsparciem 9 Dywizji ponownie zaatakowały 3 km w głąb „Crow’s Nest” w dwudniowej operacji, zabijając podobno 43 komunistów i biorąc do niewoli dwóch, tracąc przy tym dwóch zabitych. W tym samym okresie siły regionalne przeprowadziły również rajd na północny zachód od dystryktu Kâmpóng Rou, zabijając 43 komunistów i biorąc do niewoli 88, tracąc dwóch zabitych.
27 kwietnia batalion południowowietnamskich rangerów wkroczył do prowincji Kandal, aby zniszczyć komunistyczny rejon bazowy. Cztery dni później inne oddziały południowowietnamskie wkroczyły 16 km na terytorium Kambodży. Z kolei 20 kwietnia 2000 żołnierzy Wietnamskiej Armii Ludowej wkroczyło do „Parrot’s Beak”, zabijając 144 żołnierzy ARW. 22 kwietnia Nixon zezwolił na amerykańskie wsparcie powietrzne dla operacji południowowietnamskich. Wszystkie te operacje na terytorium Kambodży były po prostu misjami rozpoznawczymi w ramach przygotowań do większego wysiłku planowanego przez MACV i jego odpowiedniki w ARW, pod warunkiem uzyskania autoryzacji od Nixona.

### „Parrot’s Beak” – operacja Toan Thang 42

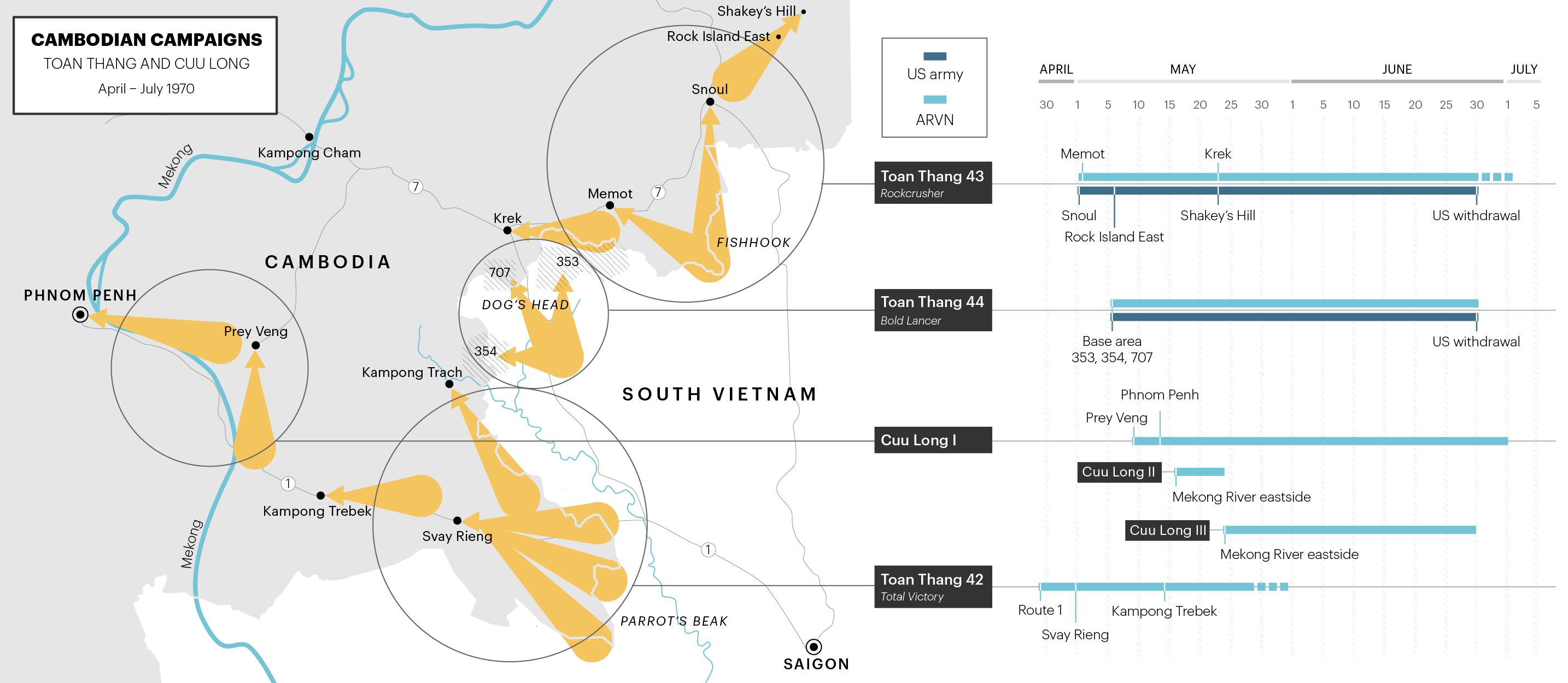
Mapa ataków ARW i US Army za granicami Kambodży w celu odszukania wrogich baz pomiędzy 29 kwietnia a 1 lipca 1970

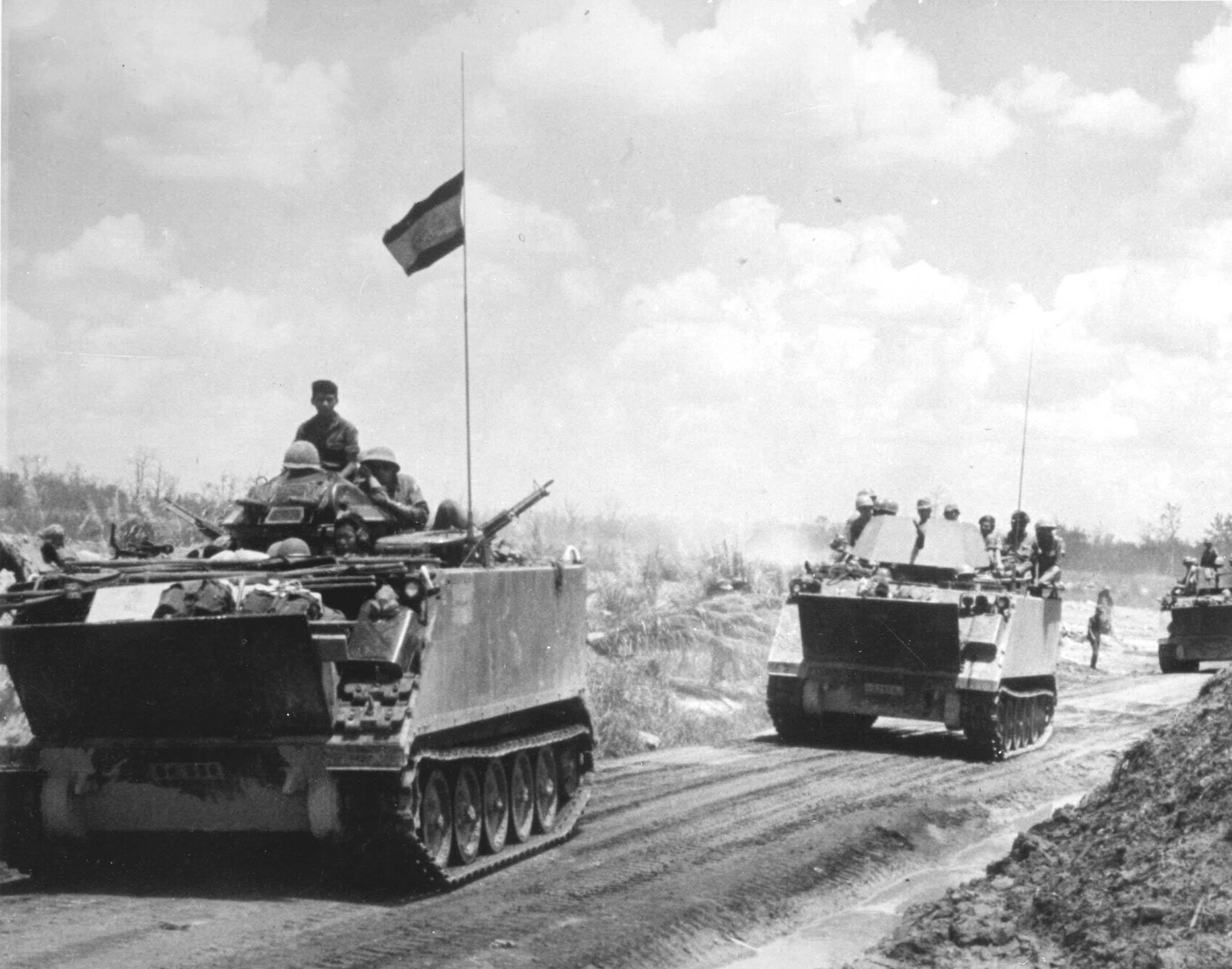
Południowowietnamski M113 na drodze w Kambodży

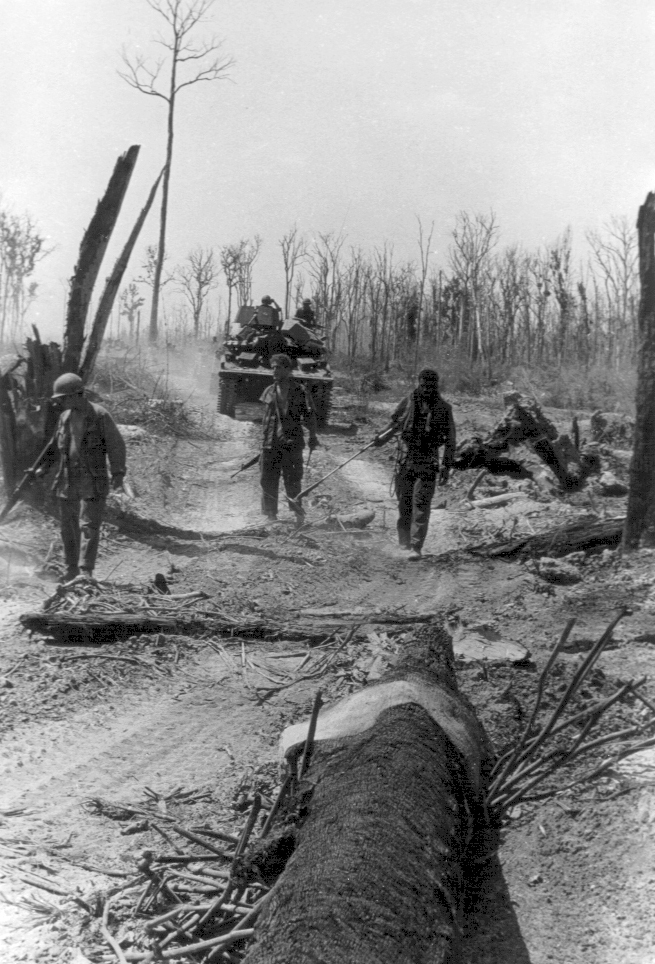
M551 Sheridan i zespół z wykrywaczami min na drodze w Kambodży

30 kwietnia siły południowowietnamskie rozpoczęły operację Toan Thang 42 (Całkowite Zwycięstwo 42), określaną również jako operacja Rock Crusher. Dwanaście batalionów ARW liczących około 8700 żołnierzy (dwa szwadrony kawalerii pancernej z III Korpusu i dwa z południowietnamskiej 25. i 5 Dywizji Piechoty, pułk piechoty z 25 Dywizji Piechoty oraz trzy bataliony Rangerów i przydzielony do nich Pułk Kawalerii Pancernej ARW z 3 Grupy Rangerów) wkroczyły do regionu „Parrot’s Beak” w prowincji Svay Rieng.
Ofensywa była prowadzona pod dowództwem gen. por. Đỗ Cao Trí, dowódcy III Korpusu, który miał reputację jednego z najbardziej agresywnych i kompetentnych generałów ARW. Operacja miała rozpocząć się 29-go, ale Trí samowolnie zmienił rozkazy, twierdząc, że jego astrolog powiedział mu, iż „niebiosa nie są przychylne”. Podczas pierwszych dwóch dni w Kambodży jednostki ARW stoczyły kilka ostrych starć z siłami Wietnamskiej Armii Ludowej, tracąc 16 zabitych, zabijając 84 wrogów i zdobywając 65 sztuk broni. Wietnamska Armia Ludowa, ostrzeżona przez poprzednie rajdy ARW, przeprowadziła jednak tylko działania opóźniające, aby umożliwić większości swoich sił odwrót na zachód.
Faza II operacji rozpoczęła się od przybycia elementów IV Korpusu, składającego się z 9 Dywizji Piechoty, pięciu szwadronów kawalerii pancernej i jednej grupy rangerów. Cztery oddziały piechoty czołgowej zaatakowały „Parrot’s Beak” od południa. Po trzech dniach operacji ARW twierdziła, że zginęło 1010 żołnierzy Wietnamskiej Armii Ludowej, a 204 zostało wziętych do niewoli, za cenę straty 66 zabitych. 3 maja jednostki III i IV Korpusu połączyły się i przeszukały obszar w poszukiwaniu skrytek z zaopatrzeniem.
Faza III rozpoczęła się 7 maja, gdy jeden oddział ARW wdał się w walkę z komunistami 10 km na północ od Prasot, zabijając 182 z nich i biorąc do niewoli ośmiu, podczas gdy inny oddział znalazł szpital polowy z 200 łóżkami. 9 maja dwie grupy zadaniowe połączyły się na południowy zachód od Kâmpóng Trach, przekroczyły rzekę Kompong Spean i przeszukiwały obszar w poszukiwaniu zapasów do 11 maja.
11 maja Thiệu i Kỳ wizytowali jednostki ARW w terenie, a Thiệu nakazał III Korpusowi oczyszczenie autostrady nr 1 i przygotowanie się do odciążenia Kâmpóng Trach w celu ułatwienia ewakuacji wietnamskich cywilów z Phnom Penh. 13 maja Trí rozpoczął Fazę IV, przesuwając wszystkie trzy grupy zadaniowe III Korpusu na zachód autostradą nr 1 ze Svay Rieng, aby spotkać się z siłami IV Korpusu w Kâmpóng Trabaek. Aby zastąpić odchodzące jednostki, na obszar przeniesiono jednostki sił regionalnych prowincji Tây Ninh. 14 maja grupy zadaniowe zabiły 74 żołnierzy komunistycznych i pojmały 76. 21 maja grupa zadaniowa zabiła 9 żołnierzy północnowietnamskich z 27 Pułku 9 Dywizji i pojmała 26. Do 22 maja autostrada nr 1 została uznana za opanowaną.
23 maja III Korpus rozpoczął Fazę V, aby odciążyć Kâmpóng Cham, siedzibę I Regionu Wojskowego armii kambodżańskiej, który był oblegany przez 9 Dywizję Wietnamskiej Armii Ludowej, która zajęła 180-akrową plantację kauczuku Chup na północnym wschodzie i rozpoczęła stamtąd ostrzeliwanie miasta. Dwie grupy zadaniowe ruszyły autostradą nr 7 z Krek i 15 z Prey Veng, aby spotkać się na plantacji Chupion. 7. batalion powietrznodesantowy ARW starł się z siłami północnowietnamskimi pod Krek, zabijając 26 nieprzyjaciół i biorąc do niewoli 16. 25 maja jednostki pancerne i rangerzy starli się z komunistami na południe od autostrady nr 7. 28 maja jedna grupa zadaniowa starła się z jednostką Wietnamskiej Armii Ludowej, zabijając 73 osoby, podczas gdy druga grupa zadaniowa zlokalizowała różne skrytki zaopatrzeniowe. Gdy grupy zadaniowe zbliżyły się do plantacji Chup, rozpoczęły się ciężkie walki, które trwały do 1 czerwca.
Tymczasem 25 maja jednostki sił regionalnych prowincji Tây Ninh i siły CIDG starły się z oddziałami komunistycznymi w rejonie „Angel’s Wing”, zabijając 38 osób i biorąc do niewoli 21. 29 maja wysłano grupę zadaniową, aby pomogła w rejonie „Angel’s Wing”. Ogień przeciwlotniczy komunistów był tam szczególnie silny, zestrzelono jeden południowowietnamski A-1H, jeden amerykański F-100 Super Sabre i jeden śmigłowiec szturmowy AH-1 Cobra armii USA>
3 czerwca ARW rozpoczęła rotację jednostek w celu odpoczynku i reorganizacji, wycofując się z okolic Kâmpóng Cham do Krek. Wietnamska Armia Ludowa szybko powróciła do tego obszaru i wznowiła oblężenie miasta. 19 czerwca Thiệu nakazał III Korpusowi ponowne odciążenie Kâmpóng Cham, a 21 czerwca trzy grupy zadaniowe ruszyły w kierunku Chup wzdłuż autostrady nr 7 z Krek. Do 27 czerwca komuniści opuścili obszar Chup. 29 czerwca Task Force 318 została zaatakowana przez siły północnowietnamskie na autostradzie nr 15, a ARW zabiła 165 żołnierzy Wietnamskiej Armii Ludowej, tracąc 34 zabitych i 24 zaginionych.
Całkowite rezultaty operacji to 3588 zabitych lub schwytanych żołnierzy komunistycznych oraz 1891 przejętych sztuk broni osobistej 478 sztuk broni zespołowej.

### „Fishhook” – operacje Toan Thang 43-6/Rock Crusher
1 maja rozpoczęła się jeszcze większa operacja, równolegle z Toan Thang 42, znana przez ARW jako operacja Toan Thang 43, a przez MACV jako operacja Rock Crusher, kiedy 36 B-52 zrzuciło 774 tony bomb wzdłuż południowego skraju obszaru „Fishhook”. Później nastąpiła godzina masowego ostrzału artyleryjskiego i kolejna godzina uderzeń taktycznych myśliwców bombardujących. O 10:00 11 Pułk Kawalerii Pancernej amerykańskiej 1 Dywizji Kawalerii, 1 Pułk Kawalerii Pancernej i 3 Brygada Powietrznodesantowa ARW wkroczyły do prowincji Kâmpóng Cham. Siły znane jako Task Force Shoemaker (na cześć gen. Roberta M. Shoemakera, zastępcy dowódcy dywizji 1 Dywizji Kawalerii) zaatakowały twierdzę komunistów siłami 10 000 żołnierzy amerykańskich i 5000 żołnierzy południowowietnamskich. W operacji wykorzystano piechotę zmechanizowaną i jednostki pancerne, aby przedostać się głęboko na teren wroga, gdzie główne siły miały połączyć się z jednostkami powietrznodesantowymi ARW i amerykańskimi oddziałami, które zostały przetransportowane śmigłowcami.
Spodziewano się, że opór wobec inwazji w tym miejscu będzie zdecydowany, ale siły komunistyczne rozpoczęły odejście na zachód już dwa dni przed rozpoczęciem natarcia. Do 3 maja MACV poinformowało o zaledwie ośmiu zabitych i 32 rannych Amerykanach, co stanowi zaskakująco niewielką liczbę ofiar w przypadku tak dużej operacji. Doszło jedynie do rozproszonego i sporadycznego kontaktu z siłami opóźniającymi, takiego jak ten, którego doświadczyły elementy 11 Pułku Kawalerii Pancernej 3 kilometry w głąb terytorium Kambodży. Oddziały północnowietnamskie otworzyły ogień z broni ręcznej i granatników, tylko po to, aby wkrótce zostać zmiecione przez ogień czołgów i taktyczne ataki powietrzne. Gdy dym się rozwiał, na polu bitwy naliczono szczątki 50 zabitych żołnierzy Wietnamskiej Armii Ludowej, podczas gdy w trakcie akcji zginęło tylko dwóch żołnierzy amerykańskich.
Północni Wietnamczycy mieli duże rozeznanie w zbliżającym się ataku. Dyrektywa z 17 marca z kwatery głównej Frontu B-3, przechwycona podczas inwazji, nakazywała siłom komunistycznym „oderwać się i unikać ostrzału […] Naszym celem jest oszczędzanie sił tak bardzo, jak to możliwe”. Jedyną zaskoczoną stroną wśród uczestników inwazji wydawał się być Lon Nol, który nie został poinformowany ani przez Waszyngton ani przez Sajgon o zbliżającej się inwazji na jego kraj. Dowiedział się o tym fakcie dopiero po rozmowie telefonicznej z ambasadorem USA, który sam dowiedział się o tym z audycji radiowej.

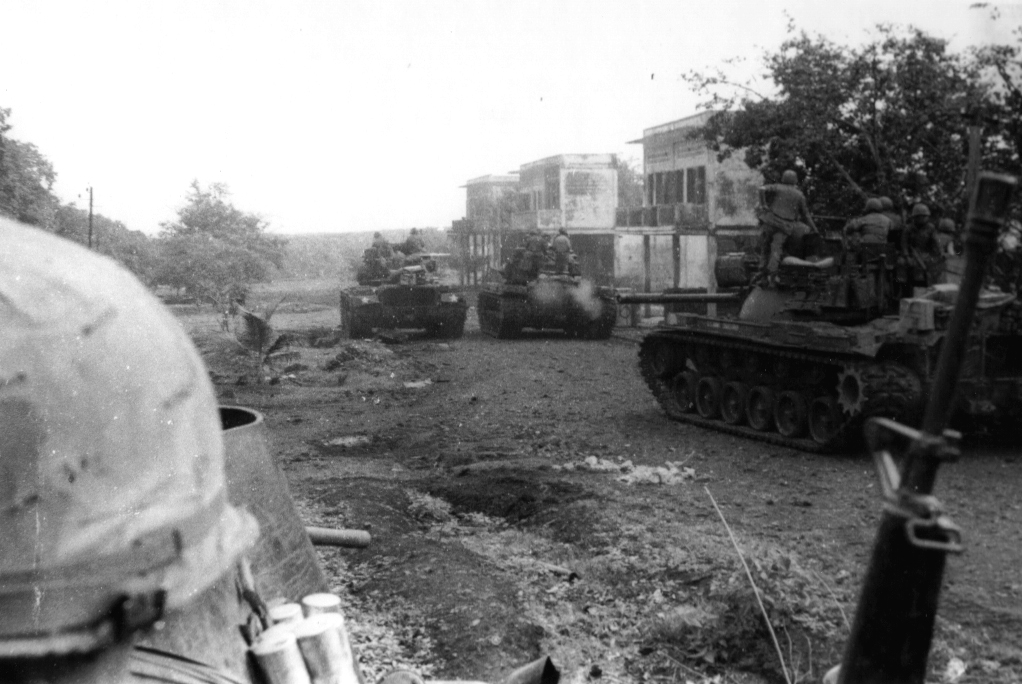
2. szwadron 11 Pułku Kawalerii Pancernej wkracza do Snuol w Kambodży 4 maja

Jedyna konwencjonalna bitwa stoczona przez wojska amerykańskie w całej kampanii miała miejsce 1 maja w Snuol, na końcu Szlaku Sihanouku na skrzyżowaniu autostrad nr 7, 13 i 131. Elementy 11 Pułku Kawalerii Pancernej i wspierające je śmigłowce znalazły się pod ostrzałem Wietnamskiej Armii Ludowej podczas zbliżania się do miasta i pobliskiego lotniska. Kiedy zmasowany atak Amerykanów napotkał na silny opór, Amerykanie wycofali się, wezwali wsparcie lotnicze i przez dwa dni bombardowali miasto, zamieniając je w gruzy. Podczas akcji gen.-bryg. Donn A. Starry, dowódca 11 Pułku Kawalerii Pancernej, został ranny odłamkami granatu i ewakuowany.
Następnego dnia kompania C 1. batalionu 5 Pułku Kawalerii wkroczyła do miejsca, które później nazwano „The City”, na południowy zachód od Snoul. Kompleks bazowy o powierzchni 5 km² zawierał ponad 400 chat krytych strzechą, szop magazynowych i bunkrów, z których każdy był wypełniony żywnością, bronią i amunicją. Były tam też zakłady naprawy ciężarówek, szpitale polowe, skład drewna, 18 stołówek, ferma świń, a nawet basen.
Jedynym celem, którego nie znaleziono, był COSVN. 1 maja Abramsowi odtworzono taśmę z ogłoszeniem Nixona o inwazji, na którą według Lewisa Sorleya ten „miał się skrzywić”, gdy usłyszał, jak prezydent publicznie ogłasza, że zdobycie kwatery głównej jest jednym z głównych celów operacji.
Wywiad MACV wiedział, że mobilna i szeroko rozproszona kwatera główna będzie trudna do zlokalizowania. W odpowiedzi na zapytanie Białego Domu przed faktem MACV odpowiedział, że „główne elementy COSVN są rozproszone na obszarze około 110 kilometrów kwadratowych dżungli” i że „wykonalność przechwycenia głównych elementów wydaje się odległa”.
Po pierwszym tygodniu kampanii do operacji zaangażowano dodatkowe jednostki batalionów i brygad, tak że w okresie od 6 do 24 maja łącznie 90 000 żołnierzy alianckich (w tym 33 amerykańskie bataliony manewrowe) prowadziło operacje na terytorium Kambodży. Ze względu na rosnące turbulencje polityczne i wewnętrzne w USA, Nixon wydał 7 maja dyrektywę ograniczającą zasięg operacji do głębokości 30 kilometrów od granicy i ustalającą termin wycofania wszystkich sił USA do Wietnamu Południowego na 30 czerwca. Ostateczne rezultaty operacji to 3190 zabitych lub schwytanych żołnierzy komunistycznych oraz 4693 przejęte sztuki broni osobistej i 731 sztuk broni zespołowej.

### Operacje Toan Thang 44, 45 i 46

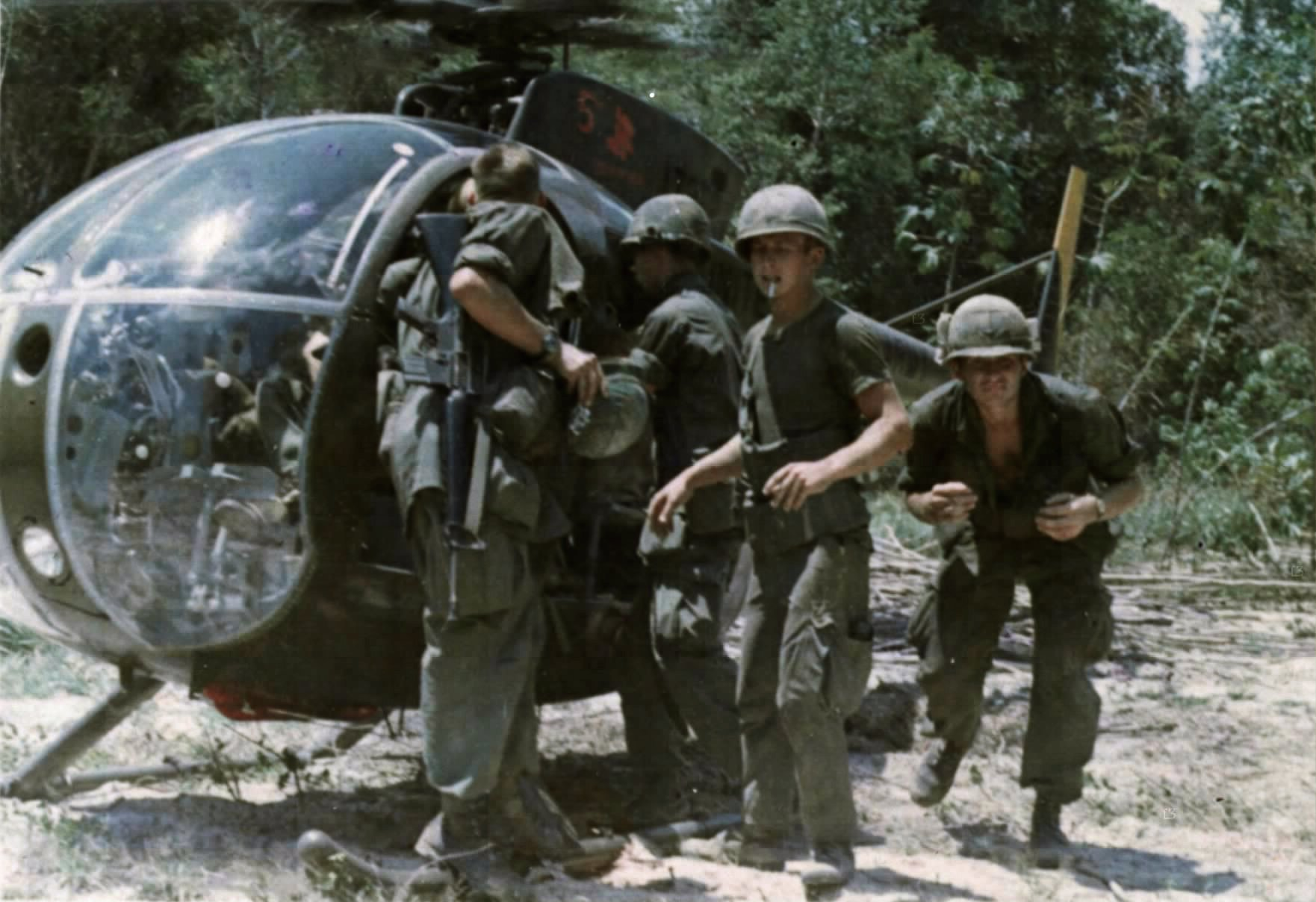
Żołnierze kompanii D 3. batalionu 22 Pułku Piechoty 25 Dywizji Piechoty ładują zdobyte dokumenty znalezione w Centrum Szkoleniowym Wietnamskiej Armii Ludowej na pokład śmigłowca OH-6A, maj 1970

6 maja amerykańska 1. i 2 Brygada 25 Dywizji Piechoty rozpoczęły operację Toan Thang 44 przeciwko Bazom 353, 354 i 707 położonym na północ i północny wschód od prowincji Tây Ninh. Ponownie przeprowadzono polowanie na jednostki COSVN, tym razem wokół kambodżańskiego miasta Memot i ponownie poszukiwania te okazały się bezowocne. 7 maja 2. batalion 14 Pułku Piechoty starł się z siłami północnowietnamskimi, zabijając 167 osób i zdobywając 28 sztuk broni. 11 maja jednostki brygady znalazły duży magazyn żywności i materiałów wojennych. Operacja zakończyła się 14 maja. Rezultaty operacji to 302 zabitych lub schwytanych żołnierzy komunistycznych oraz 297 sztuk broni osobistej i 34 sztuk broni zespołowej. Inne źródło podaje, że dywizja wyeliminowała 1017 żołnierzy komunistycznych, tracąc 119 zabitych.
Równocześnie z rozpoczęciem operacji Toan Thang 44, dwa bataliony 3 Brygady amerykańskiej 9 Dywizji Piechoty przekroczyły granicę 48 kilometrów na południowy zachód od „Fishhook” na obszar znany jako „Dog’s Face” od 7 do 12 maja. Jedyny znaczący kontakt z siłami komunistycznymi w tym obszarze miał miejsce w pobliżu dystryktu Chantrea, gdzie 51 żołnierzy Wietnamskiej Armii Ludowej zostało zabitych, a kolejnych 21 schwytanych. Podczas operacji brygada straciła ośmiu zabitych i 22 rannych.
6 maja 2 Brygada 1 Dywizji Kawalerii rozpoczęła operację Toan Thang 45 przeciwko Obszarowi Bazowemu 351 na północny zachód od dystryktu Bù Đốp. 7 maja kawaleria zlokalizowała ogromny skład zaopatrzenia, nazwany „Rock Island East” na cześć Rock Island Arsenal Armii USA w Illinois. Na tym obszarze znajdowało się ponad 6,5 miliona sztuk amunicji przeciwlotniczej, 500 000 sztuk amunicji karabinowej, tysiące rakiet, kilka ciężarówek General Motors oraz duże ilości sprzętu komunikacyjnego.
Saperzy zbudowali drogę, aby ułatwić ewakuację zdobytej broni. 12 maja 5. batalion 12 Pułku Piechoty został zaatakowany w nocy przez siły półcnowietnamskie, tracąc jednego zabitego i twierdząc, że wyeliminował 50 żołnierzy Wietnamskiej Armii Ludowej. Kawaleria kontynuowała poszukiwania zapasów wroga aż do swego powrotu do Wietnamu Południowego 29 czerwca. Rezultaty operacji to 1527 zabitych lub schwytanych komunistów i 3073 znalezione sztuki broni osobistej oraz 449 sztuk broni zespołowej.
Również 6 maja 9 Pułk 5 Dywizji Piechoty ARW rozpoczął operację Toan Thang 46 przeciwko Obszarowi Bazowemu 350. 25 maja, po starciu z siłami komunistycznymi, 9 Pułk odkrył szpital polowy z 500 łóżkami. Pułk kontynuował poszukiwania zapasów, po czym 20 czerwca rozpoczął wycofywanie się w kierunku autostrady nr 13, powracając do Wietnamu Południowego dziesięć dni później. Rezultaty operacji to 79 zabitych lub schwytanych żołnierzy komunistycznych oraz 325 znalezionych sztuk broni osobistej i 41 sztuk broni zespołowej.

### Operacje Binh Tay I–III

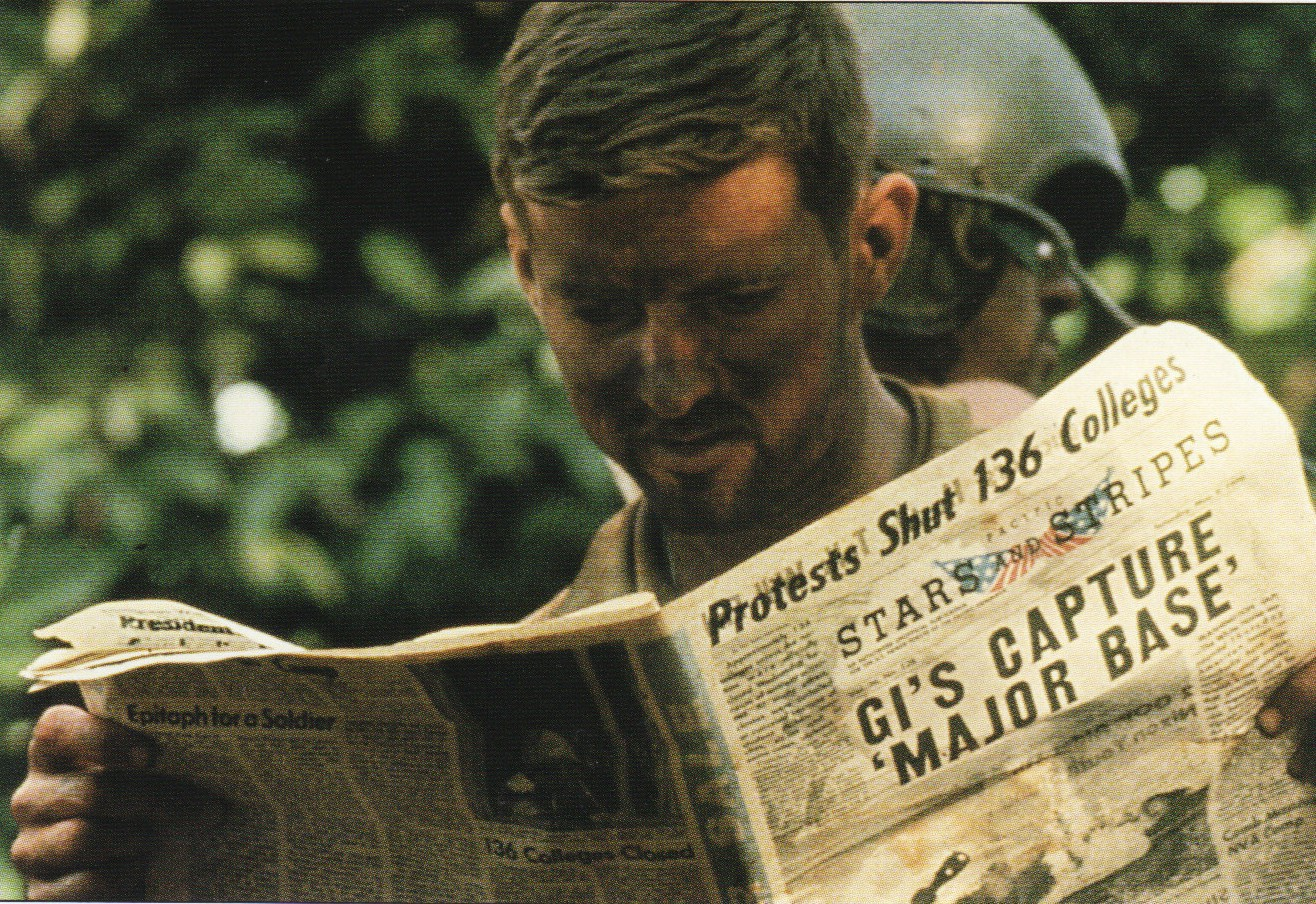
Żołnierz amerykański śledzi w prasie wiadomości z Kambodży

W rejonie II Korpusu operacja Binh Tay I („Oswoić Zachód”) została rozpoczęta przez 1. i 2 Brygadę amerykańskiej 4 Dywizji Piechoty oraz 40 Pułk Piechoty 22 Dywizji Piechoty ARW przeciwko Obszarowi Bazowemu 702 (tradycyjnej kwaterze głównej Frontu B3 Wietnamskiej Armii Ludowej) w północno-wschodniej Kambodży w dniach 5–25 maja. Po atakach powietrznych, początkowe siły amerykańskie, 3. batalion 506 Pułku Piechoty Spadochronowej (wypożyczony ze 101 Dywizji Powietrznodesantowej), przetransportowane śmigłowcami, zostały odparte przez intensywny ogień przeciwlotniczy. 6 maja, po przygotowawczych atakach z powietrza, atak został wznowiony. Śmigłowce przewożące 3. batalion 8 Pułku Piechoty ponownie spotkały się z intensywnym ogniem przeciwlotniczym i zostały skierowane do alternatywnej strefy lądowania, jednak tylko 60 ludzi wylądowało pod intensywnym ogniem żołnierzy północnowietnamskich (który zestrzelił jeden śmigłowiec i uszkodził dwa inne), co zamknęło strefę lądowania, pozostawiając ich uwięzionych i otoczonych na całą noc.
7 maja 2 Brygada dywizji wprowadziła swoje trzy bataliony bez oporu ze strony wroga. 10 maja kompania B 3. batalionu 506 Pułku Piechoty Spadochronowej została zaatakowana przez znacznie większe siły północnowietnamskie w Dolinie Se San. Ośmiu amerykańskich żołnierzy zginęło, a 28 zostało rannych, wśród zabitych znalazł się specjalista Leslie Sabo Jr. (pośmiertnie awansowany na sierżanta), który został rekomendowany do Medalu Honoru, ale dokumenty zaginęły aż do 1999 roku. Sabo został odznaczony Medalem Honoru 16 maja 2012 roku przez prezydenta Baracka Obamę.
Po dziesięciu dniach wojska amerykańskie powróciły do Wietnamu Południowego, pozostawiając ten obszar pod odpowiedzialnością ARW. Historyk Shelby Stanton zauważył, że „widoczny był brak agresywności” w ataku bojowym i że dywizja wydawała się „cierpieć na niemal całkowity paraliż bojowy”. Operacja zakończyła się 25 maja, straty amerykańskie i południowowietnamskie wyniosły 43 zabitych, podczas gdy straty komunistów wyniosły 212 zabitych i siedmiu schwytanych oraz 859 utraconych sztuk broni osobistej i 20 sztuk broni zespołowej.
Podczas operacji Binh Tay II 22 Dywizja ARW ruszyła przeciwko jednostkom Obszaru Bazowego 701 i Frontu B3, takim jak 24., 28. lub 66 Pułk i 40 Pułk Artylerii od 14 do 27 maja. Nie doszło do żadnych znaczących walk, lecz ARW zabiła 73 komunistów i złapała sześciu oraz zlokalizowała skrytki zaopatrzeniowe zawierające 346 sztuk broni osobistej i 23 sztuki broni zespołowej, a także pewne ilości amunicji i medykamentów. Operacja zakończyła się 27 maja.
Operacja Binh Tay III została przeprowadzona przez siły ARW między 20 maja a 27 czerwca, kiedy to elementy południowowietnamskiej 23 Dywizji podjęły działania przeciwko Obszarowi Bazowemu 740. Podczas Fazy 1 od 20 maja do 3 czerwca ARW zabiła 96 komunistów i pojmała jednego, tracąc 29 zabitych. Faza 2 została przeprowadzona od 4 do 12 czerwca z ograniczonymi rezultatami. Podczas Fazy 3 od 19 do 27 czerwca ARW zabiła 149 komunistów i pojmała 3 oraz przechwyciła 581 sztuk broni osobistej oraz 85 sztuk broni zespołowej, tracąc 38 zabitych.

### Operacje Cuu Long I–III
9 maja IV Korpus ARW rozpoczął operację Cuu Long, w ramach której południowowietnamskie siły lądowe, w tym jednostki zmechanizowane i pancerne, nacierały na zachód i północny zachód wzdłuż wschodniego brzegu rzeki Mekong od 9 maja do 1 lipca. Połączone siły 110 okrętów Marynarki Wojennej Republiki Wietnamu i 30 statków amerykańskich popłynęły w górę Mekongu do Prey Veng, umożliwiając siłom lądowym IV Korpusu przesunięcie się na zachód do Phnom Penh, aby pomóc etnicznym Wietnamczykom szukającym drogi ucieczki do Wietnamu Południowego. Podczas tych operacji marynarki wojenne Wietnamu Południowego i Stanów Zjednoczonych ewakuowały około 35 000 Wietnamczyków z Kambodży. Ci, którzy nie chcieli być repatriowani, zostali następnie wysiedleni siłą.
Ku zaskoczeniu atakujących, siły Wietnamu Północnego nie sprzeciwiły się ewakuacji, chociaż mogły to z łatwością zrobić. Było już za późno dla tysięcy etnicznych Wietnamczyków zamordowanych w czasie kambodżańskich prześladowań, ale w kraju nadal przebywały dziesiątki tysięcy Wietnamczyków, których można było ewakuować w bezpieczne miejsce. Thiệu uzgodnił z Lon Nolem repatriację tylu osób, ile będzie chętnych do wyjazdu. Nowe stosunki nie przeszkodziły jednak rządowi Kambodży w pozbawieniu Wietnamczyków domów i innej własności przed ich wyjazdem.
Następne działania przeprowadzone przez IV Korpus obejmowały operację Cuu Long II (16–24 maja), która kontynuowała działania wzdłuż zachodniej strony Mekongu. Lon Nol poprosił ARW o pomoc w odbiciu Kampong Speu, miasta położonego przy autostradzie nr 4 na południowy zachód od Phnom Penh i 144 km w głąb terytorium Kambodży. Licząca 4000 żołnierzy grupa pancerna ARW połączyła się z oddziałami kambodżańskimi, a następnie odbiła miasto. Operacja Cuu Long III (24 maja – 30 czerwca) była ewolucją poprzednich operacji po opuszczeniu Kambodży przez siły amerykańskie.
Operacja Cuu Long II została zainicjowana przez IV Korpus 16 maja, aby pomóc armii kambodżańskiej w przywróceniu bezpieczeństwa w rejonie Takéo. Zaangażowane siły południowowietnamskie obejmowały 9. i 21 Dywizję Piechoty, 4 Brygadę Pancerną, 4 Grupę Rangerów i siły regionalne prowincji Châu Đốc. Tygodniowa operacja zakończyła się śmiercią 613 żołnierzy komunistycznych i schwytaniem 52 oraz zdobyciem 792 sztuk broni osobistej i 84 sztuk broni zespołowej. Straty ARW wyniosły 36 zabitych. Działania były kontynuowane pod nazwą operacja Cuu Long III począwszy od 25 maja, w tym samym obszarze i z tymi samymi siłami, z wyjątkiem 21 Dywizji, która powróciła do Wietnamu Południowego. Podczas gdy komuniści generalnie unikali walki, ARW zlokalizowała 3500 sztuk broni w obszarze magazynowym.

### Ewakuacja Ratanakiri – Operacja Binh Tay IV

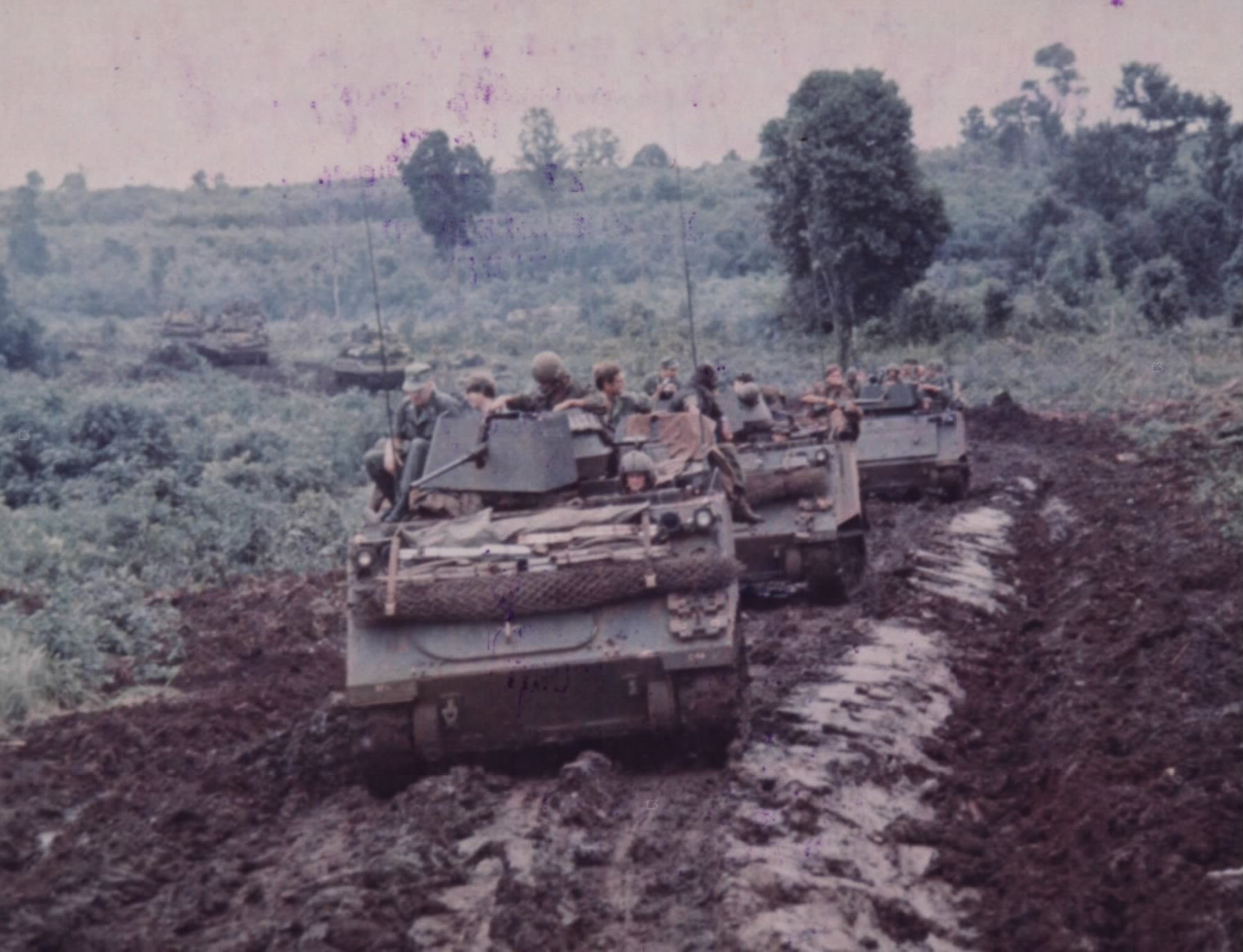
M113 z oddziału C 3. szwadronu 4 Pułku Kawalerii 11 Dywizji Kawalerii Pancernej wracają do Wietnamu z Kambodży, 27 czerwca 1970

Pod koniec czerwca armia kambodżańska zwróciła się do USA i Wietnamu Południowego o pomoc w ewakuacji dwóch odizolowanych garnizonów w Ba Kev i Labang Siek w prowincji Ratanakiri. 21 czerwca 22 Dywizja ARW otrzymała misję ułatwienia ewakuacji baz. 23 czerwca dywizja dotarła do obozu Đức Cơ i została podzielona na cztery grupy zadaniowe, które następnie miały ruszyć na zachód autostradą nr 19 do Ba Kev, osłaniane przez amerykańskie jednostki kawalerii powietrznej.
Jednostki kambodżańskie w Labang Siek miały następnie przemieścić się o 35 km na wschód autostradą nr 19 do Ba Kev, a następnie zostać przetransportowane samolotami lub ciężarówkami do Đức Cơ przez granicę z Wietnamem Południowym. Operacja rozpoczęła się 25 czerwca i została pomyślnie zakończona do 27 czerwca, kiedy ewakuowano 7571 żołnierzy kambodżańskich, ich rodziny i uchodźców. Straty ARW wyniosły dwóch zabitych, podczas gdy straty Wietnamskiej Armii Ludowej wyniosły 6 zabitych i dwie zdobyte sztuki broni.

### Wsparcie lotnicze i logistyka

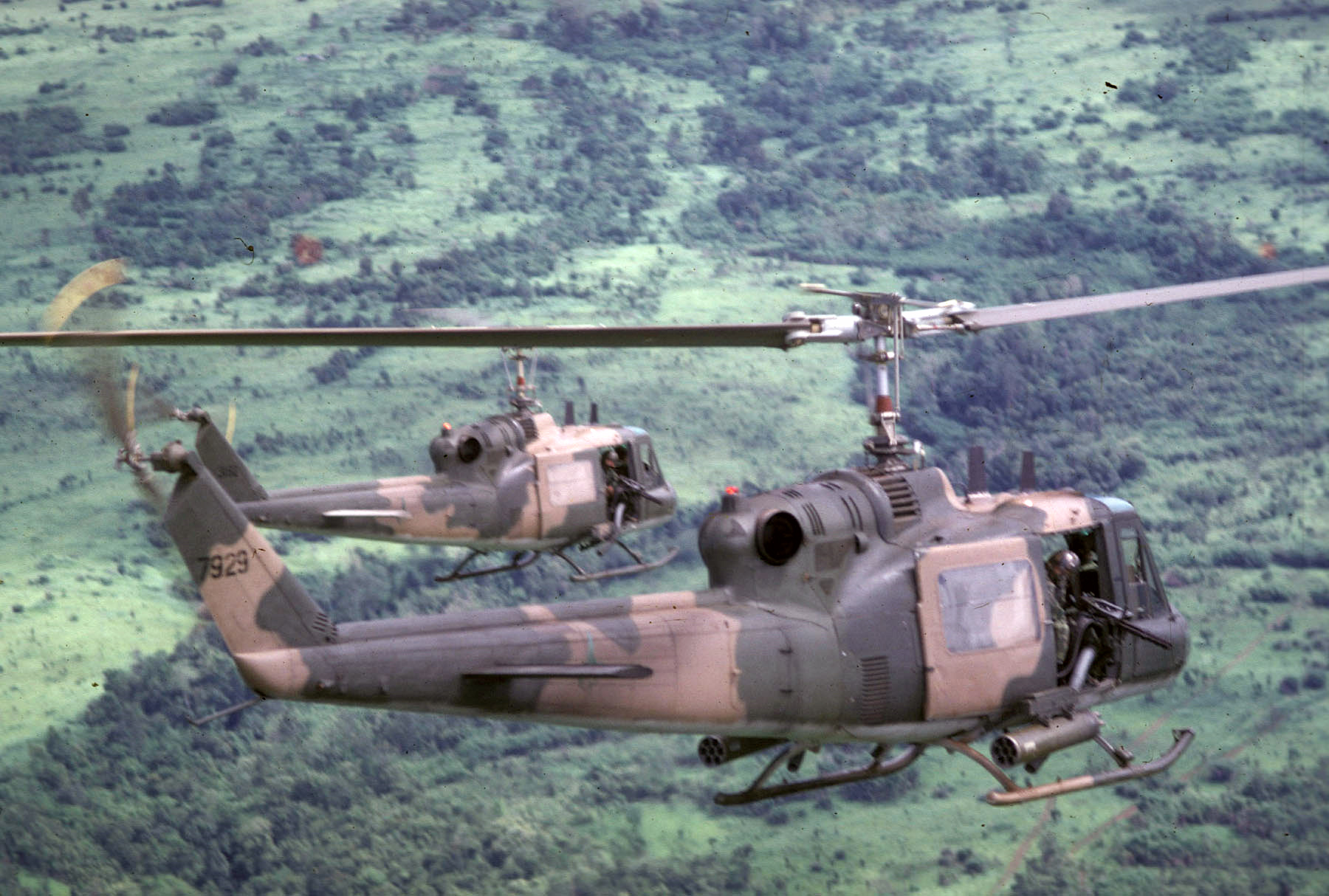
UH-1P nad Kambodżą

Operacje powietrzne w ramach inwazji rozpoczęły się powoli. Loty rozpoznawcze nad obszarem operacyjnym zostały ograniczone, ponieważ MACV uważało, że mogą one być zapowiedzią operacji. Rola Sił Powietrznych Stanów Zjednoczonych (USAF) w planowaniu samej inwazji była w najlepszym razie minimalna, częściowo w celu zachowania tajemnicy operacji Menu, którą wówczas uważano za uwerturę do ataku przez granicę.
17 kwietnia Abrams poprosił Nixona o zatwierdzenie operacji Patio, tajnych taktycznych ataków powietrznych na rzecz oddziałów rozpoznawczych MACV-SOG w Kambodży. Udzielono tej autoryzacji, pozwalając amerykańskim samolotom na penetrację do 21 km za granicą w północno-wschodniej Kambodży. Zakres ten został przedłużony do 47 km wzdłuż całej granicy 25 kwietnia. Operacja Patio została zakończona 18 maja po wykonaniu 156 lotów bojowych. Ostatnia misja operacji Menu odbyła się 26 maja.
Podczas samej inwazji jednostki naziemne były wspierane przez 9878 lotów bojowych (6012 w wykonaniu USAF i 2966 od RVNAF), średnio 210 dziennie. Na przykład podczas operacji w obszarze „Fishhook” USAF wykonało 3047 lotów bojowych, a RVNAF 332. Te taktyczne ataki powietrzne zostały uzupełnione o 653 misje B-52 w regionach przygranicznych (71 wspierających operacje Binh Tay, 559 dla operacji Toan Thang i 23 dla Cuu Long).
30 maja zainaugurowano operację Freedom Deal (nazywaną tak od 6 czerwca), amerykańską kampanię lotów bojowych prowadzoną w Kambodży. Misje te były ograniczone do głębokości 48 kilometrów między granicą Wietnamu Południowego a rzeką Mekong. Jednak w ciągu dwóch miesięcy granica obszaru operacyjnego została rozszerzona za Mekong, a amerykańskie samoloty taktyczne wkrótce bezpośrednio wspierały siły kambodżańskie w terenie. Misje te zostały oficjalnie zanegowane przez USA, a w oficjalnych raportach podawano fałszywe współrzędne, aby ukryć ich istnienie. Zapisy Departamentu Obrony wskazywały, że z ponad 8000 lotów bojowych wykonanych w Kambodży między lipcem 1970 a lutym 1971 roku około 40 procent odbyło się poza autoryzowanym obszarem.
Prawdziwym wyzwaniem dla sił amerykańskich i południowowietnamskich w Kambodży było utrzymanie dostaw zaopatrzenia swoich jednostek. Potrzeba zachowania tajemnicy przed operacjami i szybkość, z jaką jednostki zostały przeniesione do regionów granicznych, uniemożliwiły szczegółowe planowanie i przygotowanie. Abrams miał szczęście, bo gdyby komuniści walczyli o swoje bazy zamiast uciekać, jednostki alianckie szybko wyczerpałyby dostępne zapasy. Sytuację tę pogorszyła jeszcze słaba sieć dróg w regionach granicznych, a możliwość zasadzek na nocne konwoje drogowe wymagała, aby dostawy odbywały się tylko w ciągu dnia.
Tempo pracy oddziałów logistycznych bywało oszałamiające. Na przykład 3. batalion U.S. Ordnance wypełniał amunicją do 150 ciężarówek z naczepami dziennie. Logistycy wydali ponad 2260 ton zaopatrzenia każdego dnia. Niemniej zaopatrzenie lotnicze stało się główną metodą uzupełniania zapasów logistycznych dla wysuniętych jednostek. Inżynierowie wojskowi i lotnicy byli utrzymywani w ciągłym ruchu w całej strefie inwazji.
Ze względu na szybkie tempo operacji, rozmieszczenia i przegrupowywania, koordynacja jednostek artylerii i ich ognia stała się niepokojącym dylematem w trakcie kampanii. Stało się to jeszcze bardziej problematyczne z powodu zamieszania wywołanego brakiem odpowiednich systemów komunikacji między szybko nacierającymi jednostkami. Międzynarodowy charakter operacji dodał kolejny poziom złożoności do już przeciążonej sieci komunikacyjnej. Niezależnie od tego, dzięki zdolności amerykańskich logistyków do innowacji i improwizacji, dostawy żywności, wody, amunicji i części zamiennych dotarły do miejsca przeznaczenia bez żadnych niedoborów utrudniających operacje bojowe, a system łączności, chociaż skomplikowany, działał wystarczająco dobrze w krótkim czasie trwania operacji.

## Następstwa

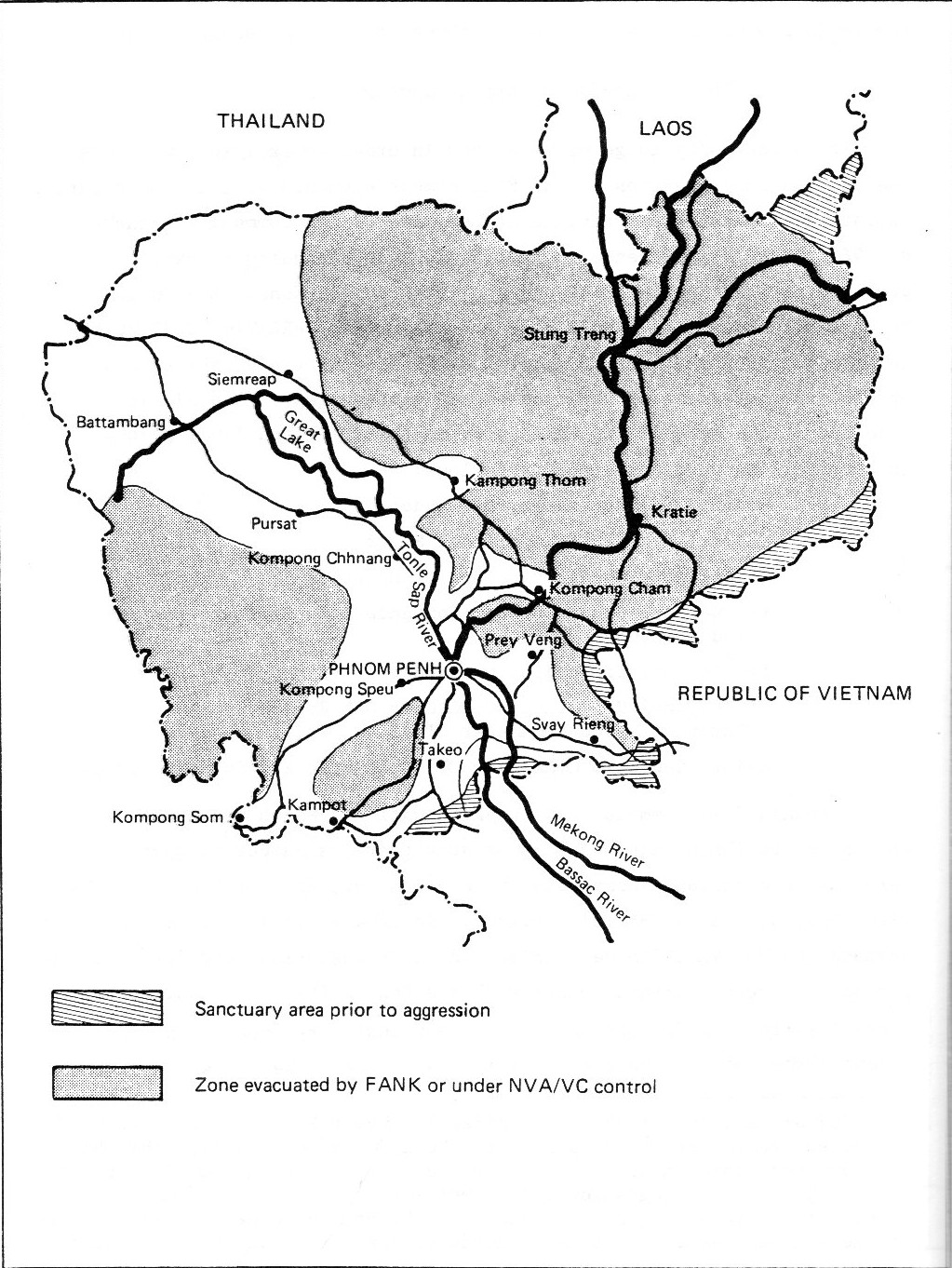
Obszary Kambodży pod kontrolą Wietnamskiej Armii Ludowej/Vietcongu/Czerwonych Khmerów do sierpnia 1970

Reakcja Wietnamu Północnego na inwazję w Kambodży zakładała przede wszystkim unikanie kontaktu z siłami alianckimi i, jeśli to możliwe, wycofanie się na zachód oraz przegrupowanie. Siły komunistyczne były dobrze świadome planowanego ataku, a wiele jednostek wojskowych COSVN/Frontu B-3 było już daleko na północy i zachodzie, prowadząc operacje przeciwko Kambodżanom, gdy ofensywa się rozpoczęła. W 1969 roku jednostki logistyczne Wietnamskiej Armii Ludowej rozpoczęły już intensywną eksploatację Szlaku Ho Chi Minha.
W odpowiedzi na utratę kambodżańskiego szlaku zaopatrzeniowego Wietnamska Armia Ludowa w ciągu roku zajęła laotańskie miasta Attopu i Saravane, przesuwając korytarz o długości 97 km do szerokości 140 km i otwierając całą długość systemu rzeki Kong w Kambodży. Utworzono nowe dowództwo logistyczne, 470 Grupę Transportową, aby zajmowała się logistyką w Kambodży, a nowy „Szlak Wyzwolenia” przebiegał przez Siem Pang i docierał do Mekongu w Stung Treng.
Większość sił komunistycznych wycofała się w głąb Kambodży przed inwazją, pozostawiając tylko straż tylną do przeprowadzenia odwrotu bojowego, aby uniknąć oskarżeń o tchórzostwo. Straty komunistów w ludziach były minimalne, ale wiele sprzętu i broni zostało porzuconych. Siły alianckie zdobyły ogromne ilości wyposażenia, a przez resztę 1970 roku działania komunistów w rejonie Sajgonu zostały znacznie ograniczone. Jednak do 1971 roku cała utracona broń i sprzęt została zastąpiona, a komuniści powrócili do swoich baz granicznych latem 1970 roku po wycofaniu się Amerykanów w czerwcu tego roku.
Abrams był sfrustrowany rezultatami inwazji, mówiąc: „Musimy iść na zachód od miejsca, w którym jesteśmy, musimy iść na północ i wschód od miejsca, w którym jesteśmy. I musimy to zrobić teraz”. Kiedy jeden z oficerów zapytał „Czas na eksploatację?”, Abrams odpowiedział: „Chryste! To takie jasne. Nie pozwólcie im pozbierać się z kawałków. Nie pozwólcie im pozbierać się z kawałków. Tak jak Niemcy. Dajesz im 36 godzin i, cholera, musisz zaczynać wojnę od nowa”.
Jak przewidział Laird, skutki operacji szybko pojawiły się na kampusach amerykańskich uniwersytetów, gdzie wybuchły protesty przeciwko działaniom, które postrzegano jako rozszerzenie konfliktu wietnamskiego na kolejny kraj. 4 maja niepokoje przerodziły się w przemoc, gdy żołnierze Gwardii Narodowej Ohio zastrzelili czterech nieuzbrojonych studentów (z których dwóch nie było protestującymi) podczas strzelaniny w Kent State. Dwa dni później na Uniwersytecie w Buffalo policja zraniła czterech kolejnych demonstrantów. 15 maja policja miejska i stanowa zabiła dwie osoby i zraniła 12 w Jackson State College w stanie Missisipi.
100 000 protestujących zebrało się w Waszyngtonie, a 150 000 w San Francisco. W całym kraju 30 budynków Reserve Officers' Training Corps stanęło w płomieniach lub zostało zaatakowanych, a 26 uczelni było świadkami gwałtownych starć między studentami a policją. Jednostki Gwardii Narodowej zostały zmobilizowane na 21 kampusach w 16 stanach. Strajk studencki rozprzestrzenił się na cały kraj, angażując łącznie ponad 4 mln studentów i 450 uniwersytetów, college’ów i szkół średnich w przeważnie pokojowych protestach i strajkach.
Jednocześnie badania opinii publicznej przeprowadzone w drugim tygodniu maja wykazały, że 50 procent Amerykanów aprobuje działania Nixona. 58 procent obwiniało studentów za to, co wydarzyło się na Kent State. Po obu stronach emocje sięgały zenitu. W jednym przypadku, w Nowym Jorku 8 maja, robotnicy budowlani popierający administrację wszczęli zamieszki i zaatakowali demonstrujących studentów. Jednakże tego typu przemoc była odstępstwem od normy. Większość demonstracji, zarówno pro-, jak i antywojennych, miała charakter pokojowy. 20 maja 100 000 robotników, rzemieślników i pracowników biurowych pokojowo przemaszerowało przez Nowy Jork, aby wyrazić poparcie dla polityki Nixona.
Reakcja Kongresu USA na operację również była szybka. Senatorowie Frank F. Church (Partia Demokratyczna, Idaho) i John S. Cooper (Partia Republikańska, Kentucky) zaproponowali poprawkę do Foreign Military Sales Act z 1971 roku, która odcięłaby finansowanie nie tylko amerykańskich operacji naziemnych i doradców w Kambodży, ale także zakończyłaby wsparcie powietrzne USA dla sił kambodżańskich. 30 czerwca Senat USA uchwalił ustawę z dołączoną poprawką. Projekt ustawy został odrzucony w Izbie Reprezentantów po wycofaniu sił USA z Kambodży zgodnie z planem. Nowo zmieniony akt uchylił jednak rezolucję w sprawie Azji Południowo-Wschodniej (lepiej znaną jako rezolucja z Zatoki Tonkińskiej), na mocy której prezydenci Johnson i Nixon prowadzili operacje wojskowe w Wietnamie przez siedem lat bez wypowiedzenia wojny.
Poprawka Coopera–Churcha została wskrzeszona zimą i włączona do Supplementary Foreign Assistance Act z 1970 roku. Tym razem ustawa przeszła przez obie izby Kongresu i uprawomocniła się 22 grudnia. W rezultacie wszystkim amerykańskim wojskom lądowym i doradcom zakazano udziału w działaniach wojskowych w Laosie lub Kambodży, podczas gdy wojna powietrzna prowadzona w obu krajach przez USAF była nadal akceptowana.
W czerwcu 1970 roku Thiệu spotkał się z Lon Nolem, księciem Sirikiem Matakiem i Cheng Hengiem w Neak Loeung, gdzie ARW założyła bazę operacyjną. 27 czerwca 1970 roku Thiệu wygłosił przemówienie telewizyjne, w którym przedstawił politykę Wietnamu Południowego wobec Kambodży: (1) Siły Wietnamu Południowego będą nadal działać na terytorium Kambodży po wycofaniu sił USA, aby zapobiec powrotowi Wietnamskiej Armii Ludowej/Vietcongu do ich baz; (2) siły Wietnamu Południowego będą nadal ewakuować Wietnamczyków, którzy chcieliby zostać repatriowani; (3) rząd Wietnamu Południowego będzie wspierał rząd Kambodży w stawianiu czoła agresji komunistycznej; (4) przyszłe działania w Kambodży będą prowadzone bez wsparcia USA; (5) większość sił południowowietnamskich zostanie wycofana z Kambodży; i (6) celem działań południowowietnamskich było polepszenie bezpieczeństwa Wietnamu Południowego i zapewnienie sukcesu procesu wietnamizacji. ARW utworzyła biuro łącznikowe w Phnom Penh, ustanowiono też comiesięczne spotkania JGS, dowództwa armii kambodżańskiej i MACV.
Operacje południowowietnamskie na terenach granicznych Kambodży były kontynuowane. Operacja Toan Thang 42 Fazy VI została przeprowadzona wzdłuż autostrad nr 1 i 7 z ograniczonym powodzeniem ze względu na początek pory deszczowej. Operacja Cuu Long 44-02 została przeprowadzona od 13 do 25 stycznia 1971 roku w celu ponownego otwarcia autostrady nr 4, która została zamknięta przez 1 Dywizję Wietnamskiej Armii Ludowej okupującą Przełęcz Pich Nil (11°11′42″N 104°04′26″E/11,195000 104,074000). Operacja zakończyła się sukcesem, straty Wietnamskiej Armii Ludowej i Czerwonych Khmerów wyniosły 211 zabitych, podczas gdy ARW straciła jedynie 16 zabitych.
W połowie 1971 roku rząd Kambodży zażądał wycofania sił ARW z Kambodży, a Wietnam Południowy zgodził się na zmniejszenie strefy działań do głębokości 10–15 km od granicy, co odzwierciedlało niezdolność Wietnamu Południowego do przeprowadzania głębszych operacji bez wsparcia USA. Wietnam Południowy przeprowadził swoją ostatnią dużą operację w Kambodży od 27 marca do 2 kwietnia 1974 roku, która zakończyła się bitwą pod Svay Rieng. Po tej akcji poważne ograniczenia wydatków na amunicję ARW, zużycie paliwa i ograniczone godziny lotów nie pozwoliły na żadne nowe inicjatywy.

## Wnioski
Nixon ogłosił kampanię w Kambodży „najbardziej udaną operacją militarną całej wojny”. Abrams podzielał jego zdanie, wierząc, że zyskano czas na pacyfikację terenów wiejskich Wietnamu Południowego i że siły amerykańskie oraz południowowietnamskie zostały zabezpieczone przed jakimikolwiek atakami z terytorium Kambodży na lata 1971 i 1972. Uzyskano „przyzwoity interwał” na ostateczne wycofanie się Amerykanów z Wietnamu. Generał ARW Tran Dinh Tho był bardziej sceptyczny w swojej ocenie:

Co do spektakularnych rezultatów […] należy przyznać, że rajd kambodzański okazał się w dłuższej perspektywie niewiele więcej niż tymczasowym zakłóceniem marszu Wietnamu Północnego w kierunku dominacji nad całym Laosem, Kambodżą i Wietnamem Południowym 

John Shaw i inni historycy, wojskowi, jak i cywilni, oparli wnioski ze swojej pracy nad kampanią na założeniu, że północnowietnamski system logistyczny w Kambodży został tak poważnie naruszony, że stał się nieskuteczny. Jednakże było to tylko tymczasowe, jak pokazują ciągłe ataki Wietnamskiej Armii Ludowej na An Loc wspierane z terytorium Kambodży podczas ofensywy wielkanocnej w 1972 roku.

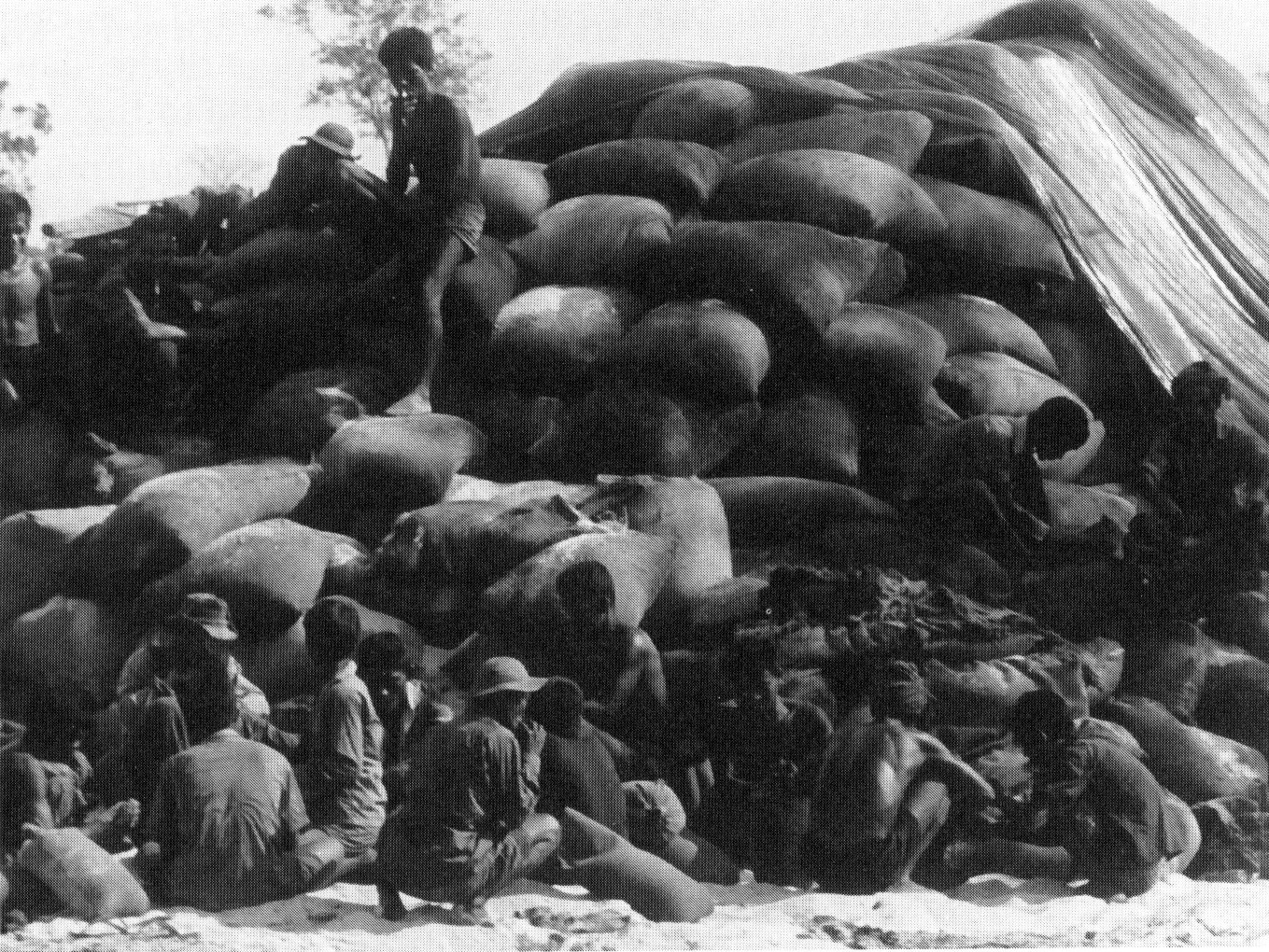
Kambodżańscy cywile pakują zdobyty północnowietnamski ryż

Amerykanie i południowi Wietnamczycy zgłosili śmierć 11 369 żołnierzy komunistycznych i 2509 pojmanych. Ilości sprzętu odkrytego, usuniętego lub zniszczonego we wschodniej Kambodży podczas operacji były rzeczywiście ogromne: 22 892 sztuk broni indywidualnej i 2509 sztuk broni osobistej; 7000 do 8000 ton ryżu; 1800 ton amunicji (w tym 143 000 pocisków moździerzowych, rakiet i pocisków bezodrzutowych); 29 ton sprzętu komunikacyjnego; 431 pojazdów i 55 ton medykamentów. Wywiad MACV oszacował, że siły komunistyczne w południowym Wietnamie potrzebowały 1222 ton wszystkich dostaw każdego miesiąca, aby utrzymać normalne tempo operacji.
Oficjalna historia Wietnamskiej Armii Ludowej twierdzi, że od kwietnia do lipca wyeliminowała ona 40 000 żołnierzy wroga, zniszczyła 3000 pojazdów i 400 dział oraz zdobyła 5000 sztuk broni, 113 pojazdów, 1570 ton ryżu i 100 ton materiałów medycznych.
Z powodu utraty kambodżańskiego systemu zaopatrzenia i ciągłej aktywności lotnictwa w Laosie, MACV oszacował, że na każde 2,5 tony materiałów wysłanych na południe Szlakiem Ho Chi Minha, tylko jedna tona dotarła do celu. Jednak prawdziwy wskaźnik strat wynosił prawdopodobnie tylko około 10 procent. Ze względu na brak weryfikowalnych źródeł w Wietnamie Północnym liczba ta jest w najlepszym razie szacunkiem. Oficjalna historia Wietnamskiej Armii Ludowej odnotowała:

Wróg przejął kontrolę nad naszymi nocnymi operacjami zaopatrzeniowymi i skutecznie je stłumił, przynajmniej w pewnym stopniu. Wrogie samoloty zniszczyły 4000 ciężarówek w porze suchej w latach 1970–1971. […] Nasze działania zaopatrzeniowe, prowadzone w ciągu jednej pory roku i przy użyciu jednej trasy zaopatrzeniowej, nie były w stanie sprostać naszym wymaganiom, a nasze nocne operacje zaopatrzeniowe napotkały na trudności

Niemniej jednak Grupa 559 Wietnamskiej Armii Ludowej skutecznie przeciwdziałała tym wysiłkom, stosując taktykę kamuflażu i budując tysiące kilometrów dróg „obwodnicowych”, aby uniknąć newralgicznych punktów, które często były atakowane przez wroga. Zgodnie z wyżej cytowanym opracowaniem,

[W] 1969 roku Grupa 559 wysłała na pola bitew 20 tysięcy ton zaopatrzenia, w 1970 roku ta liczba wzrosła do 40 tysięcy ton, a w 1971 roku wzrosła do 60 tysięcy ton. […] Straty poniesione w drodze w 1969 roku, które wynosiły 13,5 procent, spadły do 3,4 procent w 1970 roku i 2,7 procent w 1971 roku

Najlepsze szacunki USAF dla tego samego okresu czasu mówiły, że jedna trzecia całkowitej ilości wrogiego zaopatrzenia została zniszczona w transporcie.
Siły południowowietnamskie dobrze spisały się podczas inwazji, ale ich dowództwo było nierówne. Trí okazał się pomysłowym i inspirującym dowódcą, zyskując przydomek „Patton of the Parrot’s Beak” od amerykańskich mediów. Abrams pochwalił również umiejętności gen. Nguyễn Viết Thanha, dowódcy IV Korpusu i planisty operacji w „Parrot’s Beak”. Niestety dla południowych Wietnamczyków, obaj oficerowie zginęli w katastrofach śmigłowców, Thanh 2 maja w Kambodży, a Trí w lutym 1971 roku. Jednak inni dowódcy ARW nie spisali się tak dobrze. Nawet na tak późnym etapie wojny mianowanie generałów ARW było motywowane lojalnością polityczną, a nie kompetencjami.
Jako test procesu wietnamizacji, inwazja została pochwalona zarówno przez amerykańskich generałów, jak i polityków, ale w rzeczywistości Wietnamczycy nie działali sami. Udział amerykańskich sił lądowych i powietrznych wykluczył taką ocenę operacji. Kiedy wezwano południowych Wietnamczyków do przeprowadzenia samodzielnych operacji ofensywnych podczas inwazji na Laos (operacja Lam Son 719) w 1971 roku, ciągłe słabości ARW stały się aż nadto widoczne.
Rząd Kambodży nie został poinformowany o inwazji, dopóki ta nie została rozpoczęta. Jednak kierownictwo kraju z zadowoleniem przyjęło interwencję przeciwko bazom komunistycznym i wynikające z niej osłabienie potencjału militarnego Wietnamskiej Armii Ludowej. Władze liczyły na stałą okupację przez wojska amerykańskie azyli północnowietnamskiej, ponieważ siły kambodżańskie i południowowietnamskie nie były w stanie wypełnić próżni na tych terytoriach po wycofaniu się Amerykanów. Zamiast tego Wietnamska Armia Ludowa i Czerwoni Khmerzy szybko podjęli działania, aby wypełnić tę lukę. Twierdzono, że inwazja tylko zaostrzyła wojnę domową i pomogła Czerwonym Khmerom pozyskać kolejnych rekrutów dla swojej sprawy .